# Munții Bucegi
Masivul Bucegi, cu o suprafață de circa 300 km2, se află la extremitatea estică a Carpaților Meridionali, desfășurându-se între Valea Prahovei la est și Culoarul Bran—Rucăr și Valea Ialomiței la vest; cade brusc spre nord către depresiunea Bârsei și spre sud, până la contactul cu Subcarpații de Curbură. Se întinde pe teritoriul județelor Dâmbovița, Prahova și Brașov. Fiind de o mare complexitate structurală și morfologică, masivul apare ca o cetate naturală, cu incinta suspendată la 1600 – 2500 m, sprijinită de abrupturi puternice.

## Etimologie

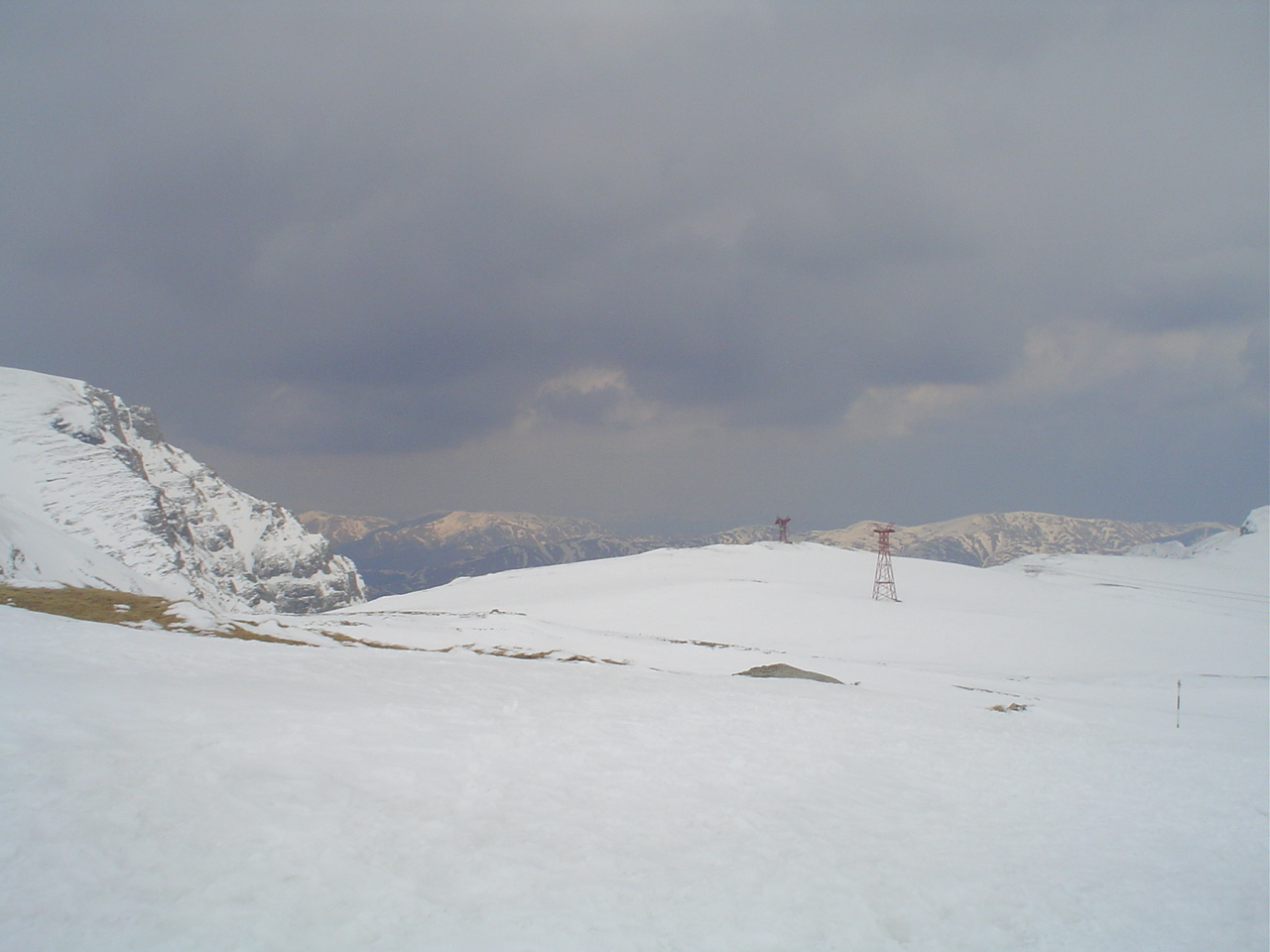
Panorama Munților Bucegi

Unele denumiri toponimice întâlnite în acești munți ridică interesante probleme de filologie. Numele de Bucegi are o formă arhaică de Buceci. Forma Buceci este identică cu a antroponimicului Bucșa sau că numirea ar fi o variantă a lui Bugeac "un complex de mai mulți mușchi care formează un covor verde si moale". În actul ctitoricesc din 1695 al Mănăstirii Sinaia, se spune că mănăstirea a fost ridicată "la pustie sub muntele Buceciul". Numele de Buceci în loc de Bucegi mai este dat masivului, în zilele noastre, de către unii bătrâni din Branul de Sus. Oamenii de pe versantul nordic, estic și cei din partea de miazăzi a munților, ca și locuitorii Branului de Jos, îi numesc cu toți în zilele noastre Bucegi. Lingviștii spun ca huceagul sau buceagul este un păduriș des și jos, ori covorul de mușchi verde și moale, sau chiar pământul pustiu, lipsit de păduri, doar cu buruieni și ierbărie. Localități cu numele Bugeac sau Buceag existau in județele Constanța, Ialomița și Teleorman, Bugeacul istoric din Basarabia, teritoriu aparținând regatului dacic al lui Burebista. Poate că tufele joase de jnepeni, numite și buceag, au dat numele Bucegilor. Lingvistul Sextil Pușcariu susține chiar că Bucșoiul, unul din brațele stelei de munți ce se întâlnesc în vârful Omu, își are numele derivat de la Buc, Bucur (nume autentic dacic), tot așa cum și Buceci, Bugeci, se derivă de la Buc cu același sufix ca în Măneciu sau Moeciu.

## Geografie

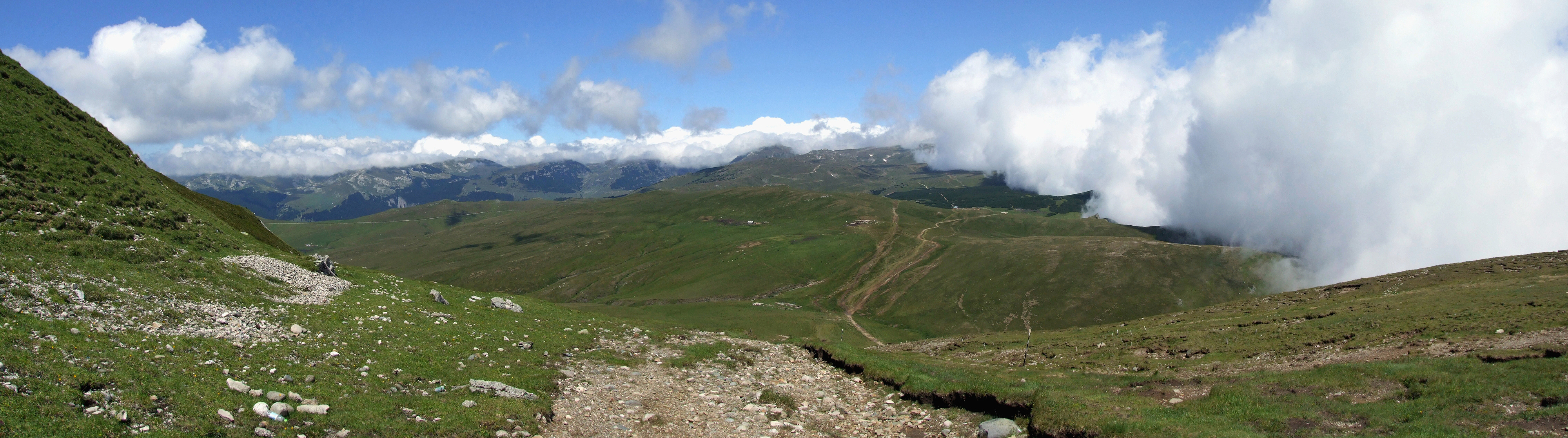
Panoramă a Munților Bucegi

Masivul Bucegi are o formă de potcoavă deschisă spre sud, din centrul căreia izvorăște râul Ialomița. Ramurile principale ale potcoavei se întâlnesc în extremitatea nordică chiar în Vârful Omu, punctul culminant al masivului. În afara celor două ramuri principale, tot din zona vârfului Omu se mai desprind culmi scurte și abrupte. Către est pornește muntele Moraru, spre nord-est Bucșoiu formează parte din cumpăna apelor, iar către nord Padina Crucii separă căldările glaciare Mălăiești și Țigănești.

Panoramă a Munților Bucegi

Situată între Valea Prahovei și cea a Ialomiței, culmea principală a Bucegilor este caracterizată în primul rând prin formele sale de relief puternic contrastante: versantul prahovean (abrupt și stâncos, cu o diferență de nivel de 500–900 m) și platoul Bucegilor (podiș înalt, având altitudini cuprinse între 1600–2400 m și o înclinare de la nord către sud).

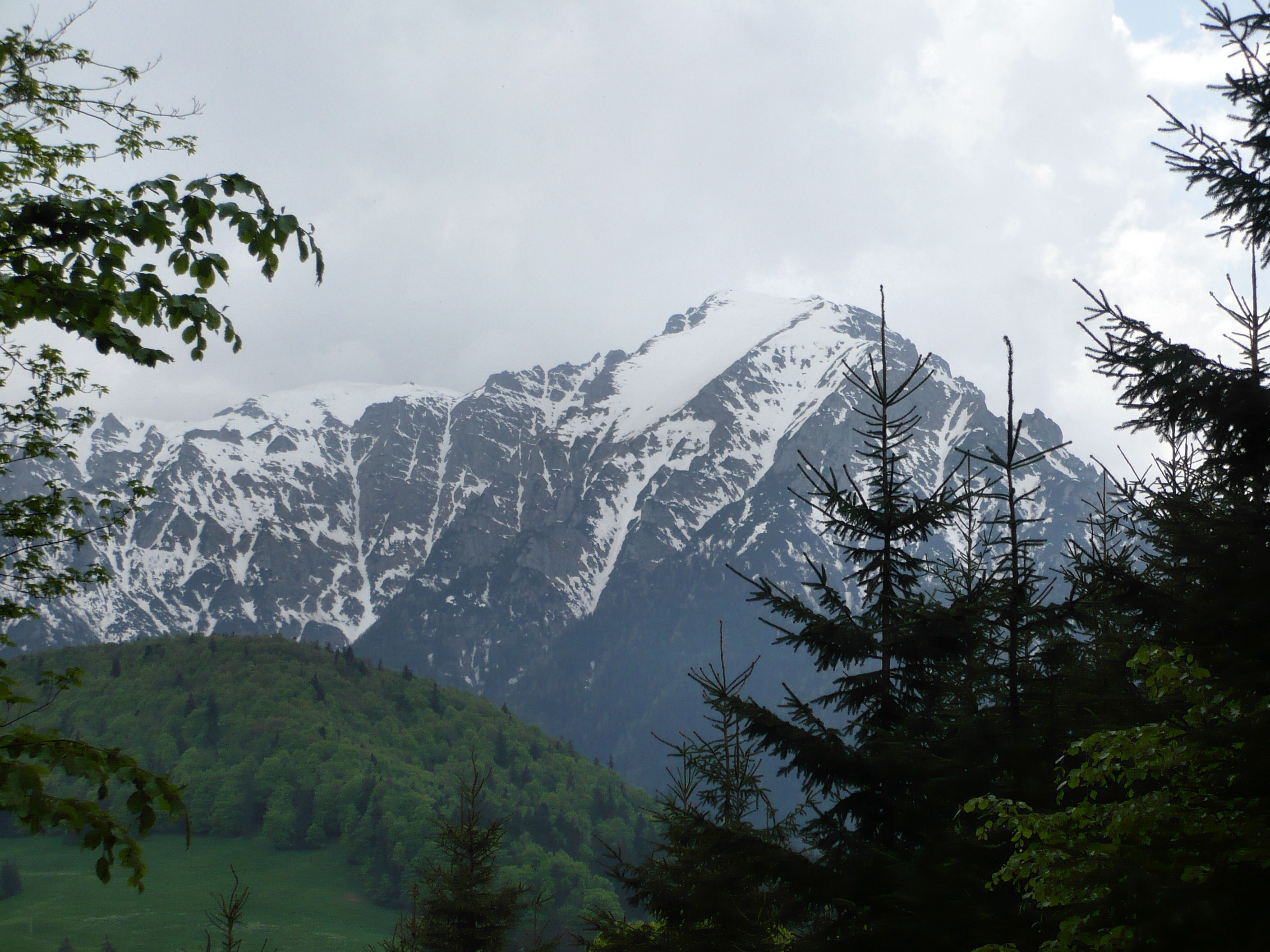
Panoramă a Munților Bucegi

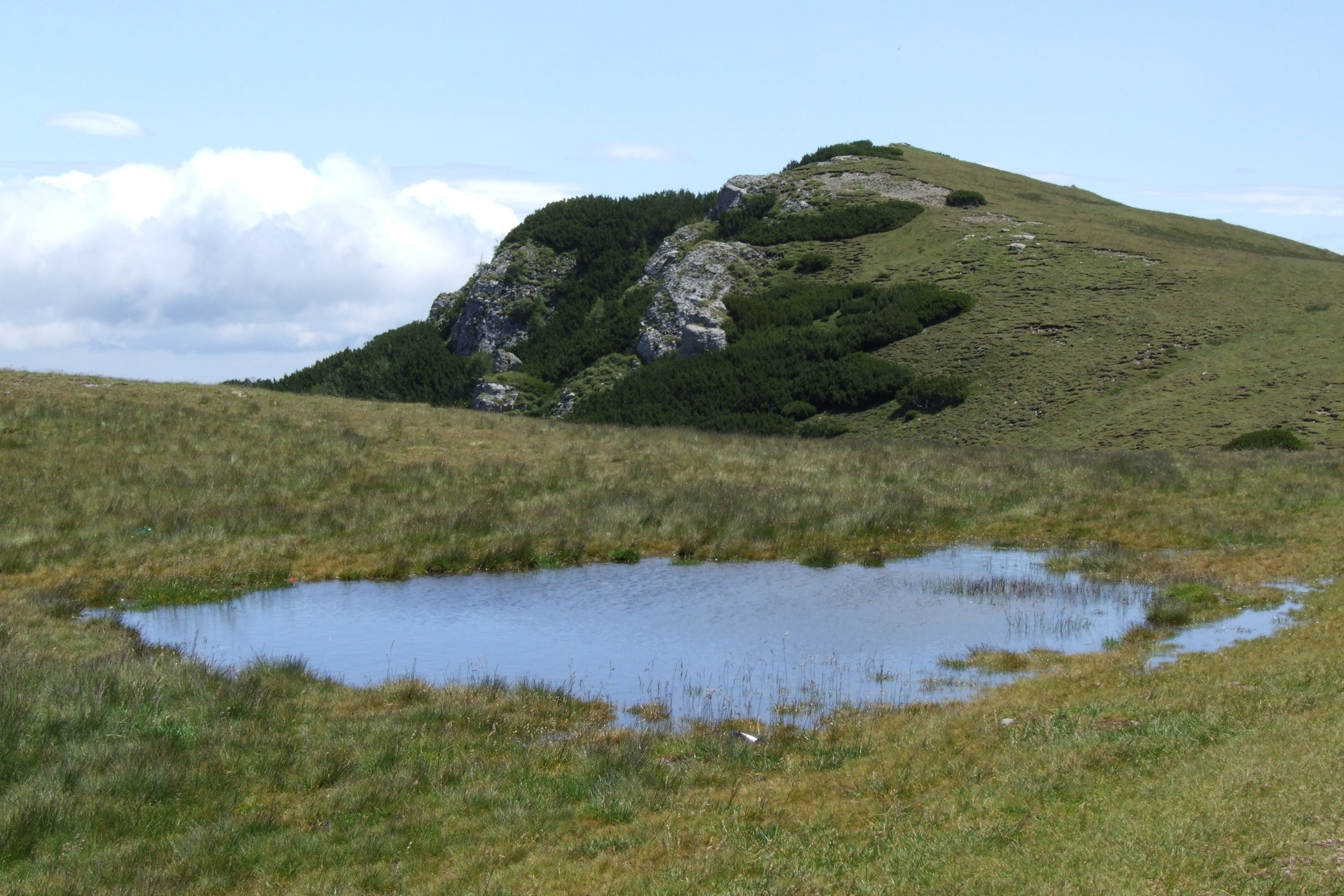
Lacul Țigănești (pe Valea Țigănești)

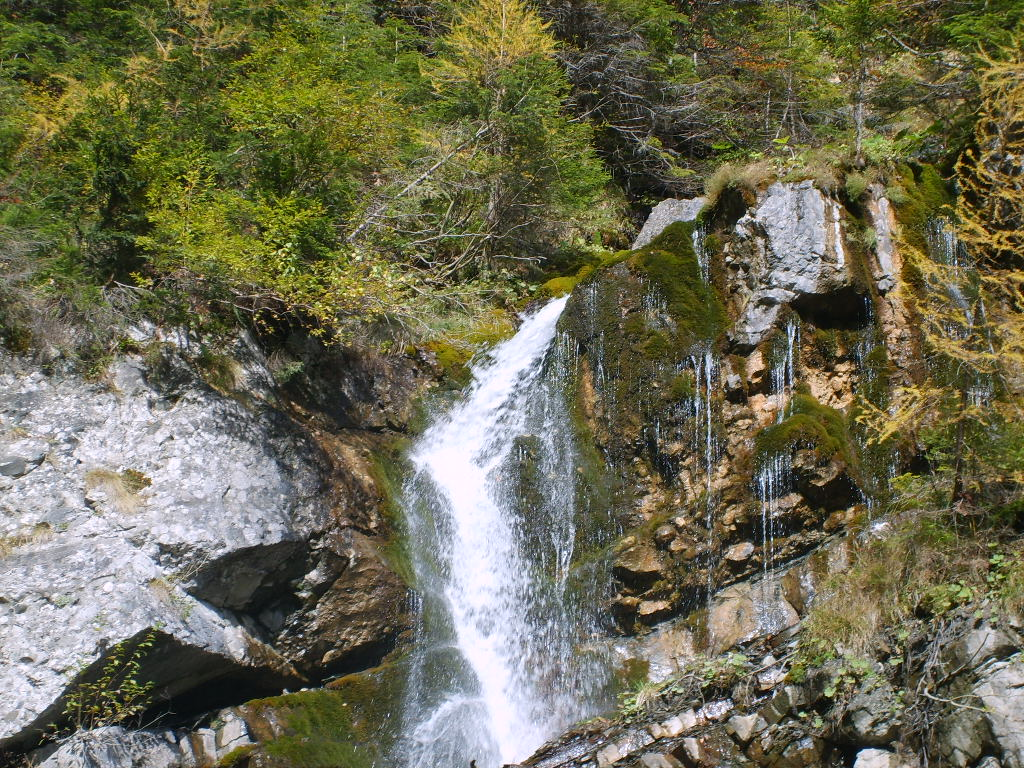
Cascadă spumoasă

Masivul Bucegi s-a format odată cu sectorul Carpațiilor Meridionali și cu întregul lanț carpatic, în timpul orogenezei alpine. Carpații Meridionali și grupa Bucegilor s-au înălțat cu cca 1000m la sfârșitul Neogenului și începutul Cuaternarului.
Masivul Bucegi reprezintă un larg sinclinal, de direcție nord-sud, cuprinzând depozite sedimentare mezozoice, așezate în transgresiune peste un fundament de șisturi cristaline. Aceste depozite sunt formate în cea mai mare parte din calcare jurasice, conglomerate de Bucegi și gresii micacee. Către marginea răsăriteană a masivului, în porțiunea inferioară a abruptului prahovean, conglomeratele de Bucegi se rezeamă pe formații ale flișului cretacic inferior, cuprinzând stratele de Sinaia, precum și depozitele de marne și gresii aparținând etajelor Barremian și Apțian.
Relieful carstic este legat de masa calcarelor de pe latura vestică a rezervației, în sectorul Strunga-Grohotiș-Guțanu, iar local de unele blocuri cu dimensiuni mai mari incluse în masa de conglomerate. Specific este exocarstul cu Japiezuri în forme si dimensiuni variabile, unele coline și avene. Dezolvarea se îmbină sezonier cu înghețul și dezghețul, contribuind la dezvoltarea reliefului ruiniform de pe abruptul calcaros.
- Avenul de sub Babele
- Peștera de pe Piciorul Babelor
- Peștera Ialomiței
- Peștera Ursului
- Peștera Onicăi
- Peștera Pustnicului
- Peștera Rătei
- Peștera Tătarului
- Avenul Vânturiș
- Platoul carstic Lespezi

În munții Bucegi se întâlnesc 2 forme principale de dovezi glaciare: forme de eroziune și forme de acumulare.
Conformația masivului în formă de potcoavă determină în mod evident dispunerea și direcția de curgere a râurilor. Principala axă de colectare a apelor din interiorul masivului este Râul Ialomița, care are un bazin simetric. Ea este alimentată din zăpezi și ploi, izvorând la mare înălțime de sub Vârful Omu. Curgând în lungul axului sinclinalului, ea este alimentată și din subteran, pentru că apele infiltrate pe flancuri se scurg spre albia Ialomiței conform înclinării stratelor. Numeroși afluenți cu obârșia pe/sub podul Bucegilor converg spre bazinetele amintite, contribuind la mărimea debitului râului colector. Menționam printre ei Doamnele, Horoaba, Tătaru, Mircea, Bolboci, Zănoaga pe dreapta; Sugari, Cocora, Blana, Oboarele, Scropoasa și Orza pe stânga. În general, afluenții sunt seci în cursul mediu și superior dar în timpul averselor de ploaie au un regim torențial.
- Cheile Zănoagei
- Cheile Tătarului
- Cheile Coteanului
- Cheile Orzei
- Lacul Bolboci - lac de acumulare
- Lacul Țigănești - lac glaciar la altitudinea de 2050 m
- Lacul Scropoasa - lac de acumulare

## Resurse naturale
Bucegii au puține bogății naturale, folosindu-se piatră pentru construcții și pășunile pentru oi, parte din transhumanță.
- exploatări forestiere, Fabrica de Hârtie Bușteni - desființată în 2008
- calcare, cariera Lespezi ce alimentează Combinatul de la Fieni
- calcare, în 1878 Azuga avea o fabrică de var
- ape, 1899 fabrica de bere Azuga (în prezent închisă)

## Clima
Clima se caracterizează prin temperaturi medii de 2-6° Celsius și 0-2° Celsius la peste 1800 m altitudine, precipitații abundente de 800–1200 mm/an și vânturi puternice. Pe platoul Bucegi se întâlnește climatul alpin cu temperaturi medii anuale sub 2° Celsius, precipitații puține și vânturi foarte puternice. În Bucegi, ca pe orice alt munte, vremea se poate schimba foarte repede, existând chiar zile în care cel puțin trei anotimpuri sunt prezente în timp relativ scurt. Numărul mediu de zile de iarnă, cu temperaturi mai mici de 0° Celsius, este de 47 zile/an, iar numărul mediu de zile cu temperaturi peste 25° Celsius, este de aproximativ 16 zile/an.

## Puncte de interes

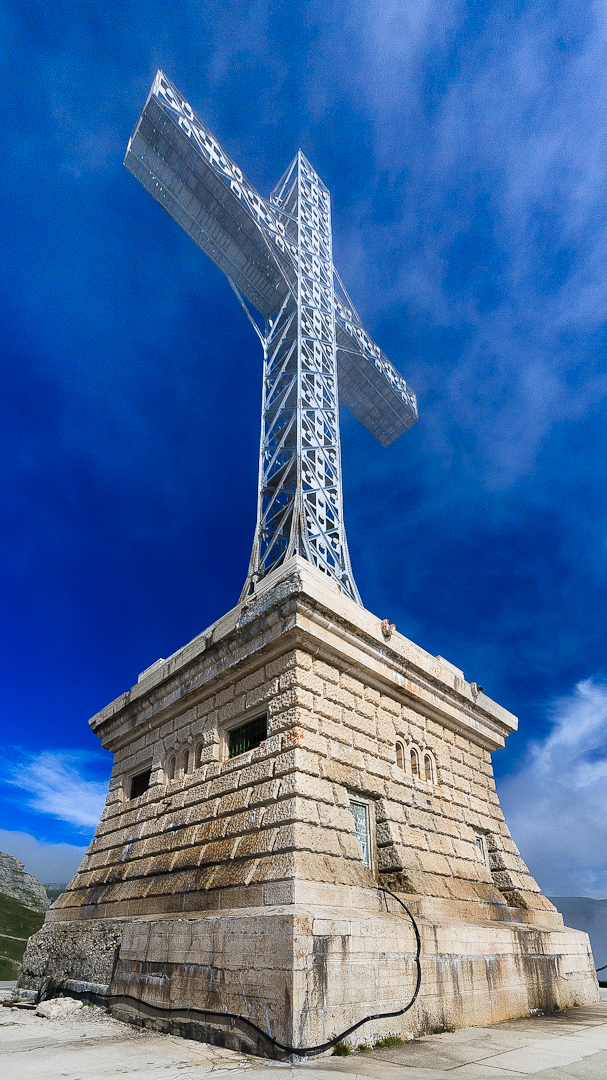
Crucea Eroilor Neamului

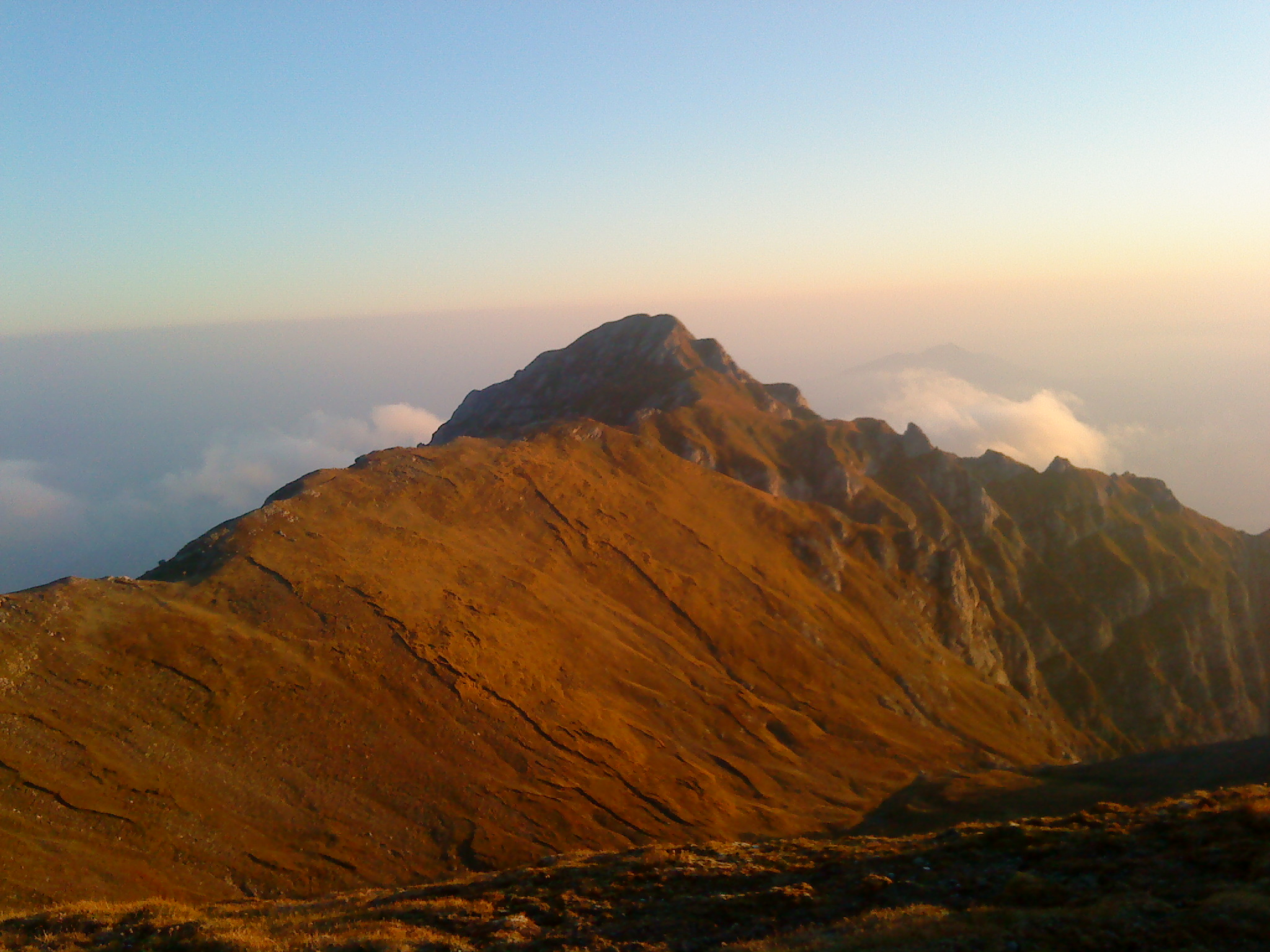
Creasta Bucșoiu

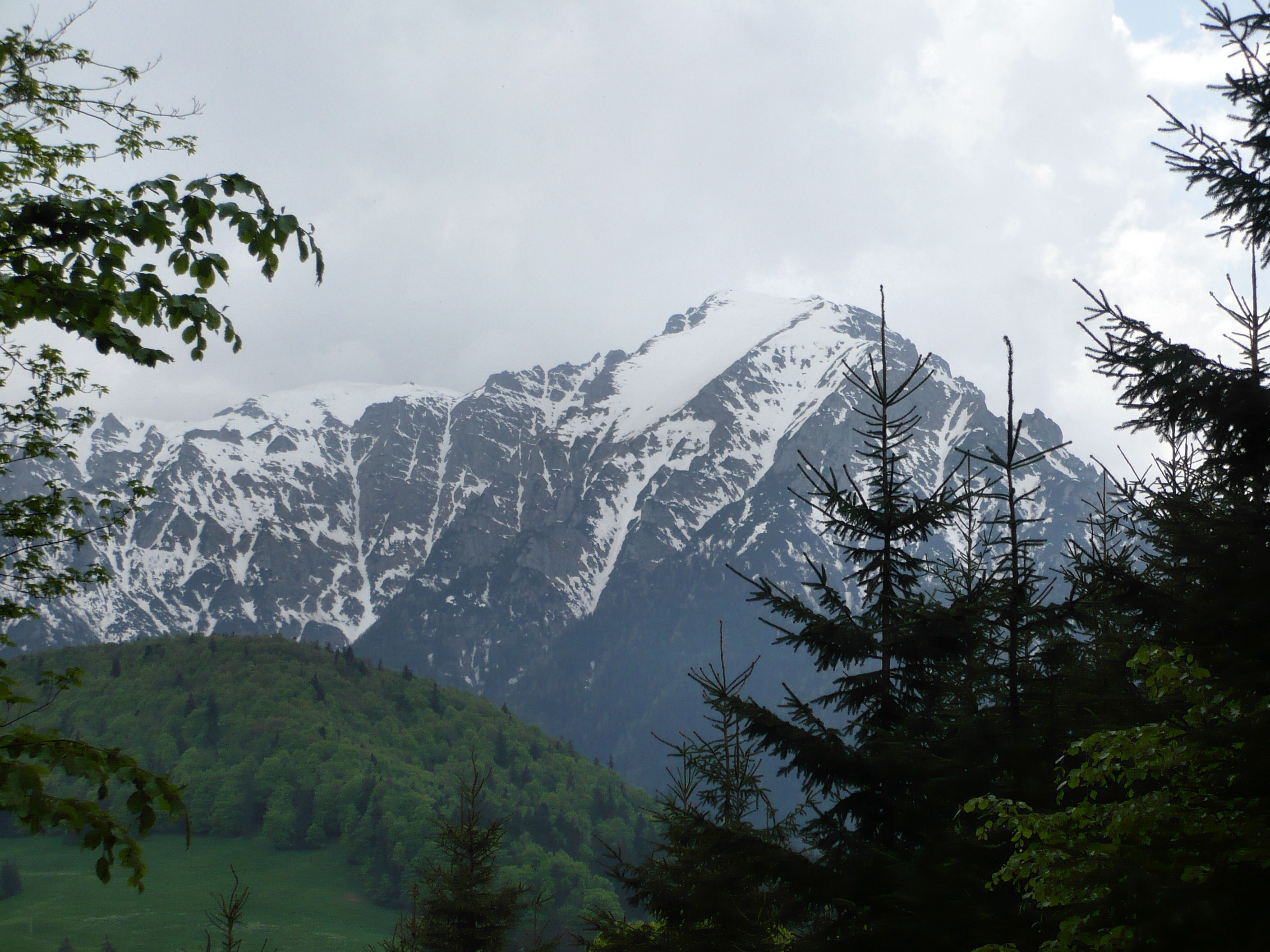
Munții Bucegi - Vedere de la Cabana Diham

1. Pietrele de la Omu - importanță geomorfologică, se găsesc pe Vârful Omu din nordul masivului, cel mai înalt punct din munții Bucegi, fiind al șaselea vârf din România, cu o altitudine de 2.514 m.
2. Crucea Eroilor Neamului, de importanță istorică și turistică, este un monument construit între anii 1926-1928 pe Muntele Caraiman, pentru a cinsti memoria eroilor români căzuți în Primul Război Mondial.
3. Cascada Urlătoarea - importanță hidrologică, situată la o distanță de 1 ½ ore de mers de Bușteni.
4. Avenul Vânturiș - importanță speologică
5. Cascada Vânturiș - importanță hidrologică
6. Colții lui Barbeș - importanță geomorfologică
7. Claia Mare - importanță geomorfologică
8. Portița Caraimanului - importanță geomorfologică
9. Ogașul Spumos - importanță geomorfologică
10. Peretele Văii Albe - importanță geomorfologică
11. Colții Morarului - importanță geomorfologică
12. Ceardacul din Valea Cerbului - importanță geomorfologică
13. Avenul din Bucșoiu - importanță speologică
14. Mecetul Turcesc - importanță geomorfologică
15. Hornurile Mălăieștilor - importanță geomorfologică
16. Circul Glaciar Țigănești - importanță geomorfologică
17. Arcada din Valea Gaura - importanță geomorfologica
18. Valea Țapului - importanță geologică
19. Popasul Strunga - importanță geologică
20. Punctul Fosilifer de pe Vf. Gaura - importanță paleontologică
21. Cascada Doamnei - importanță hidrologică[4]
22. Sfinxul - importanță geomorfologică și turistică
23. Babele - importanță geomorfologică și turistică
24. Peștera Avenul de sub Babele - importanță speologică
25. Platoul cu ciuperci de gresie - importanță geomorfologică
26. Cheile Horoabei - importanță geomorfologică
27. Ponorul din Horoaba - importanță geomorfologică
28. Cheile Urșilor - importanță geomorfologică
29. Peștera Ialomiței - importanță speologică și turistică
30. Calcarele de la Strungulița - importanță geologică
31. Izbucul din Horoaba - importanță hidrologică
32. Turnul Seciului - importanță geomorfologică
33. Izbucul Coteanu - importanță hidrologică
34. Cheile Tătarului - importanță geomorfologică
35. Cheile Zănoagei - importanță geomorfologică

## Flora și fauna

### Flora

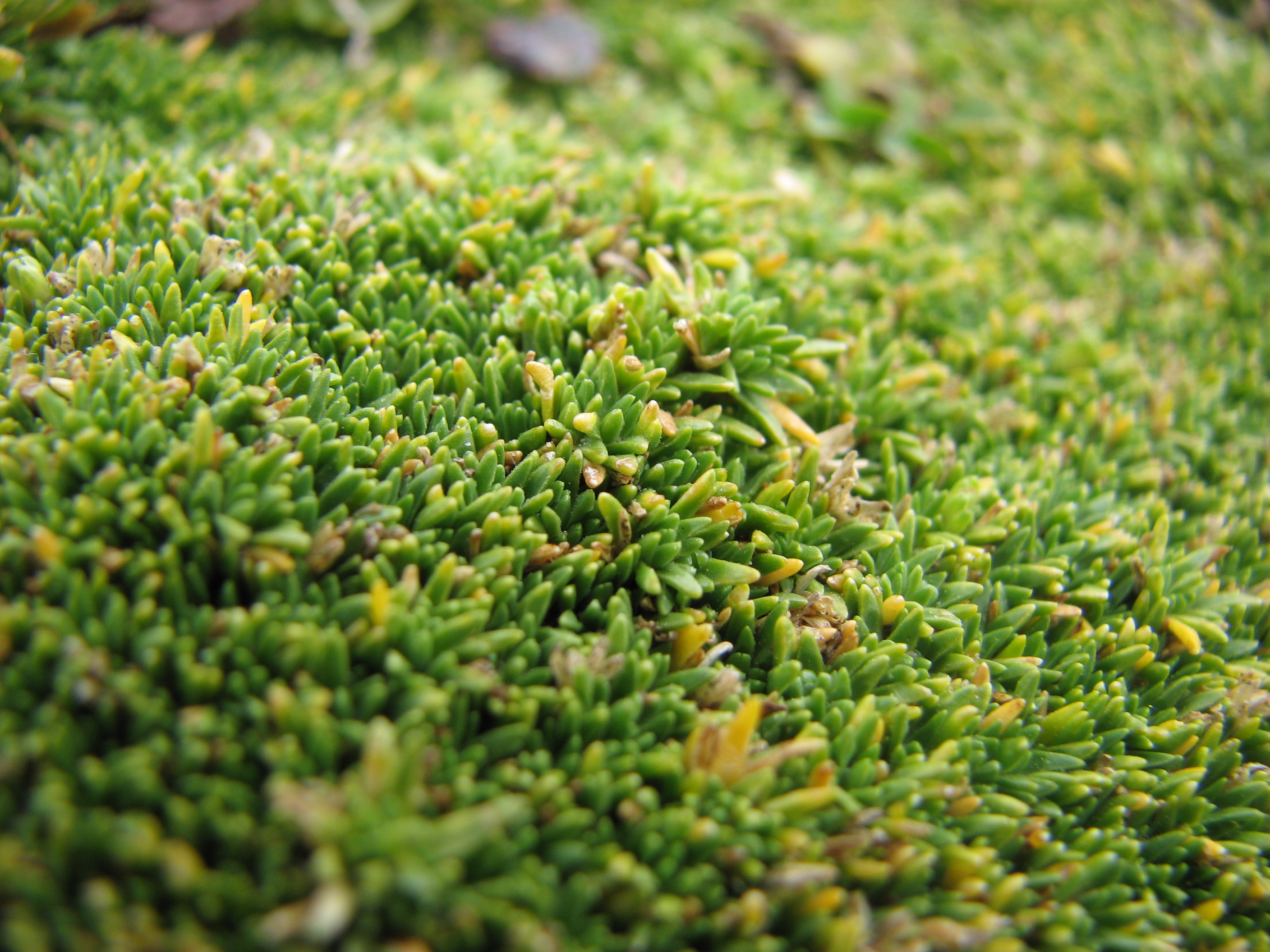
Covor de mușchi în Bucegi, posibilă sursă etimologică pentru numele de Bucegi

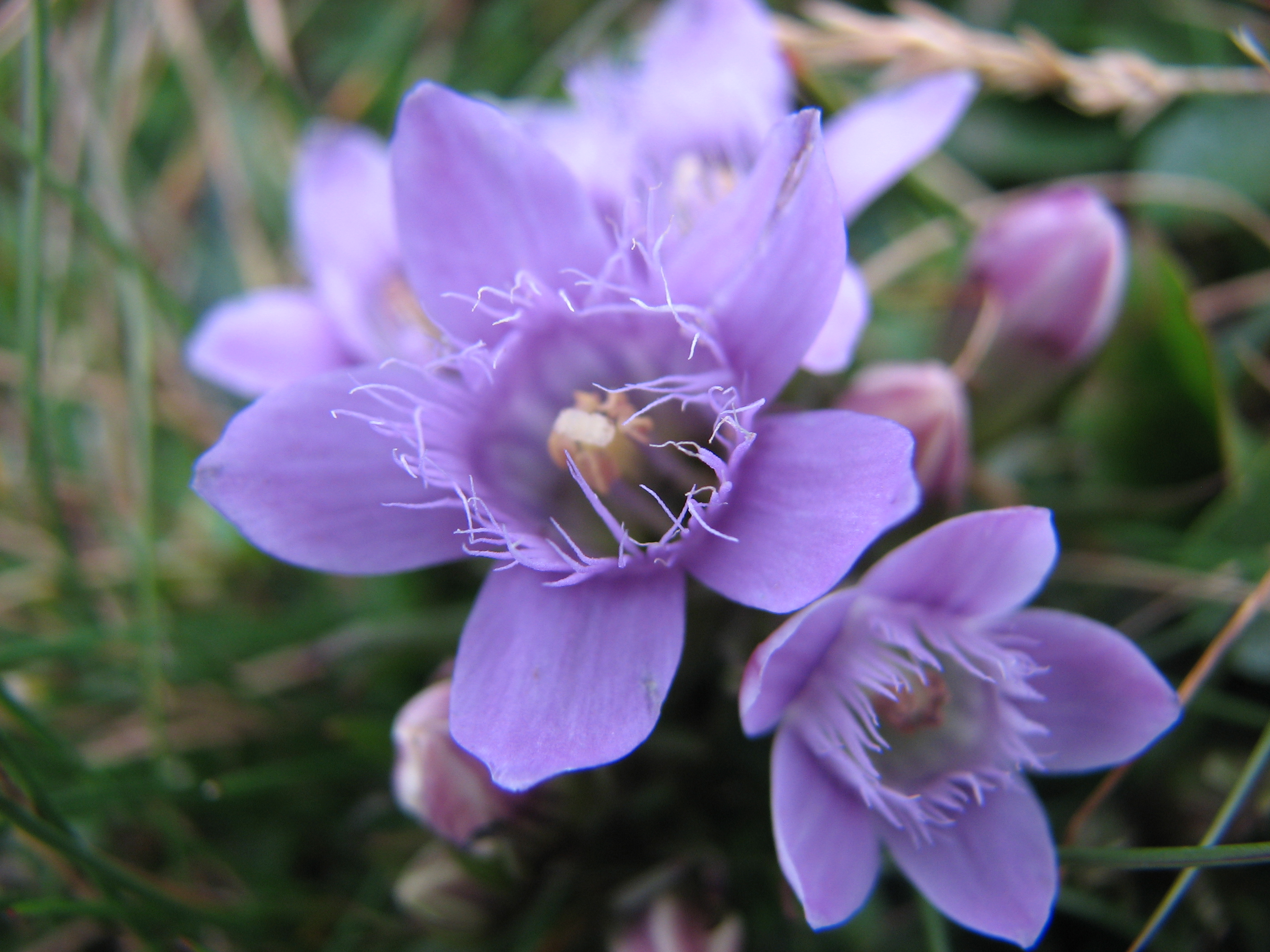
O floare de munte la altitudinea de 2200 m

Toate studiile botanice efectuate în zona masivului Bucegi, au reflectat bogăția și varietatea de specii și familii reprezentate, specifică atât pădurilor de conifere și foioase cât și pajiștilor alpine, susținând necesitatea protejării și ocrotirii acestui complex de forme, asociații și peisaje. În 1935, o parte din masiv este inclus în lista ariilor protejate din România, cu statut de Parc Național. La acesta se adaugă încă doua rezervații din bazinul Ialomiței și câteva puncte fosilifere din sud.

#### Speciile ocrotite
Printre speciile ocrotite trebuie amintite: 
- Leontopodium alpinum (floarea-reginei, sau floarea de colț)
- Rhododendron kotschyi (bujorul de munte, sau smârdarul)
- Daphne blagayana (iedera albă)
- Angelica archangelica (angelică)
- Nigritella rubra sau Lathyrus odoratus (sângele voinicului)
- Dryas octopetala (argințica)
- Papaver pyerenacium (macul galben)
- Botrychium lunaria (iarba dragostei)
- Silene acaulis (iarbă roșioară)

De asemenea, sunt ocrotite unele specii de arbuști: 
- Pinus montana (jnepenii)
- Juniperus nana (ienupărul)

#### Zonarea florei

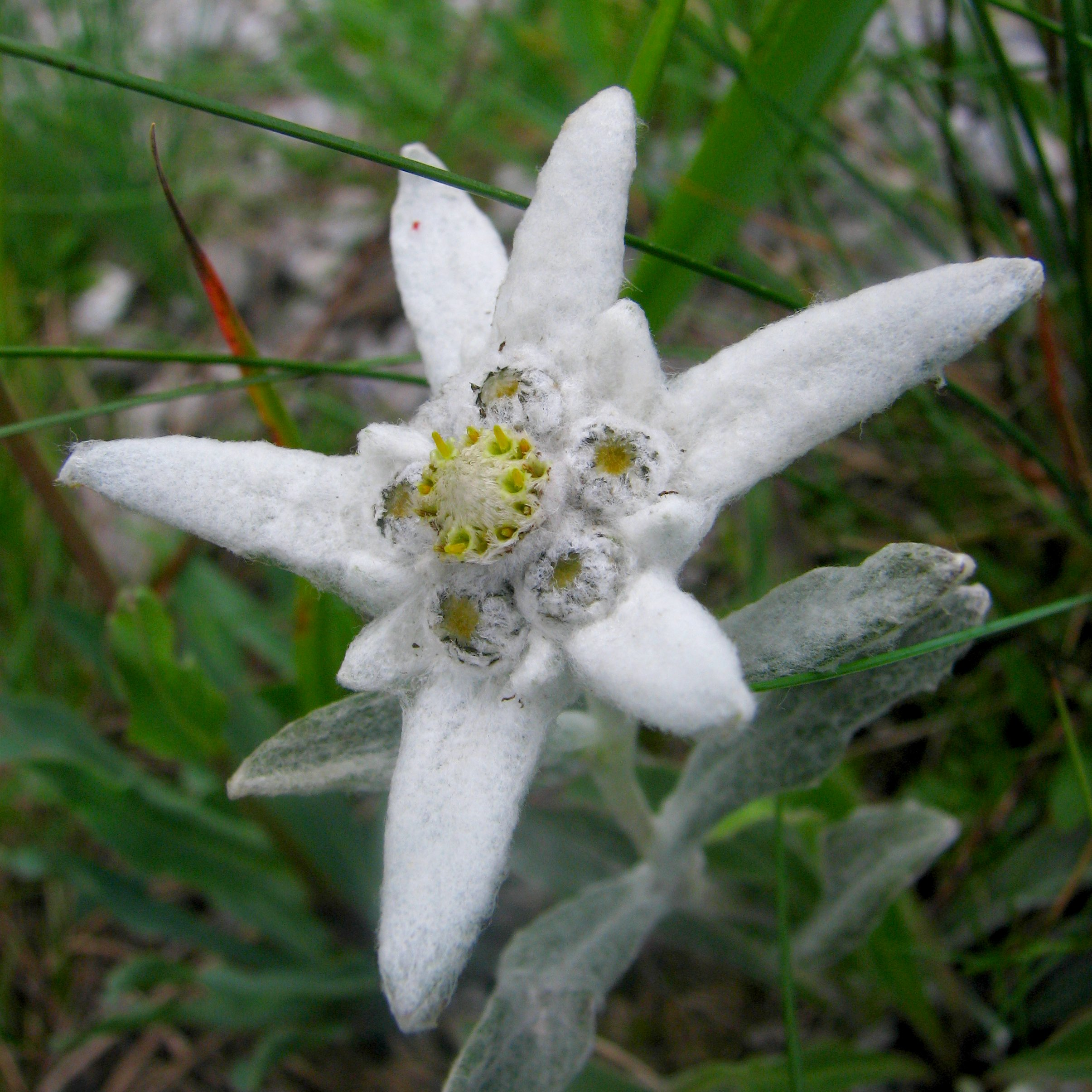
Floarea-reginei

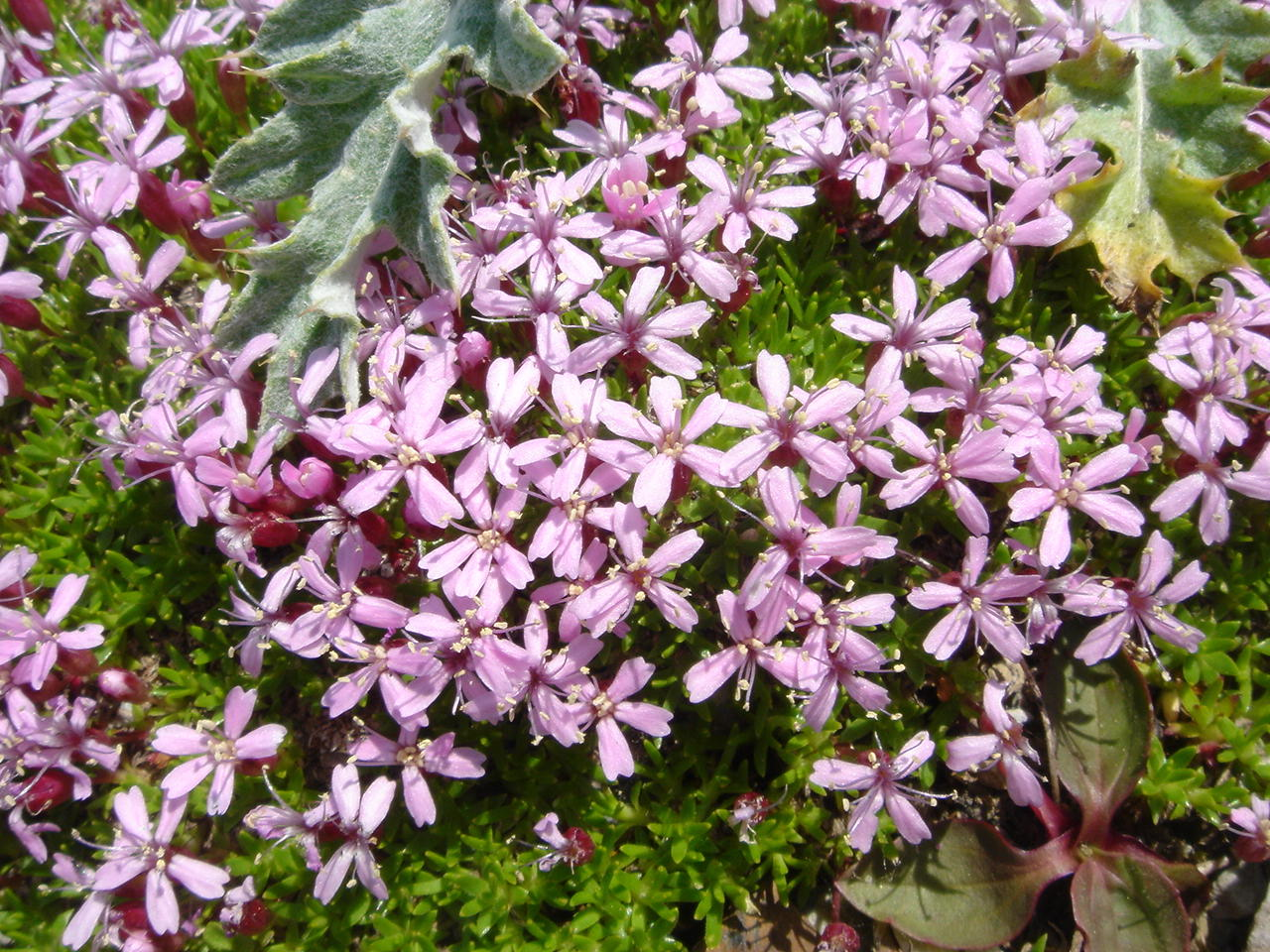
Iarbă roșioară

Teritoriul Parcului Național Bucegi include trei etaje de vegetație.
1. Etajul montan superior ( Platoul Bucegilor ) - reprezentat pe versantul prahovean al masivului numai în porțiunea dintre Sinaia și Valea Morarului. Asociația dominantă aici este făgetul cu brad specific Carpaților Orientali și Meridionali (până la valea Oltului), cu întreaga sa compoziție floristică. Pătura ierbacee cuprinde elemente carpatice, cum sunt: colțisorul, vulturica, odoleanul, tătăneasa, mierea ursului, piciorul cocoșului, floarea paștilor. Cu totul remarcabil este arboretul secular de brad de la Sinaia (lângă castelul Peleș), care mai cuprinde încă arbori monumentali de până la 50 m înalțime și diametre considerabile. De asemenea, unul dintre cele mai frumoase arborete pure de brad din Bucegi, deși mai tînăr, se găsește deasupra localității Poiana Țapului, pe drumul spre cascada Urlatoarea. Între speciile cu răspândire sporadică în Carpați și caracteristice acestui etaj de vegetație menționăm în primul rând tisa , care se află în exemplare izolate sau în pâlcuri în câteva stațiuni, și anume la :stâncile Sf. Ana (2 exemplare); valea Peleșului; sub stâncile de sub Poiana Stânci, la 1050 m, și deasupra carierei de piatra Piatra Arsă; pe Jepii Mici; pe valea Comorilor, la circa 1250 m; pe Caraiman, în vâlcelul Spălat de sub colțul Picătura, la 1280 m altitudine (circa 10 exemplare). O altă raritate în cuprinsul masivului este salba moale, care se află numai în cuprinsul acestei rezervații, în apropiere de stâncile Sf. Ana, în pădurea Jepii Mari și pe valea Urlatoarea Mică din Jepii Mici. Datorită poziției lor adăpostite și calcarelor titonice (gălbui), stâncile Sf. Ana de deasupra Sinaiei au favorizat menținerea unor elemente rare ca liliacul, iedera albă prezente la o altitudine excepțională a unor specii lemnoase proprii regiunilor inferioare: prunul, lemnul, alunul, frasinul. În lumea pâraielor și în cheile acestora se afla o vegetație foarte bogată. Dintre numeroasele specii, majoritatea de statură înaltă menționăm: lăptucul oii, lopațeana, șolandul, magul, piciorul cocoșului, iarba ciutei, ciulinul. Vegetația lichenologică saxicolă din etajul montan superior este foarte variată în raport cu lumina, poziția și gradul de umiditate. Pe lângă cele mai răspandite specii, cum ar fi: ochii șoarecelui, odoleanul, păiușul, feriga de piatră, trăsnicul, există unele endemisme carpatice: micșandra de munte, ca și unele specii rare. Dintre speciile de licheni prezente în masivul Bucegi enumerăm reprezentanți din clasa Ascolichenes, ordinul Discolichenes.

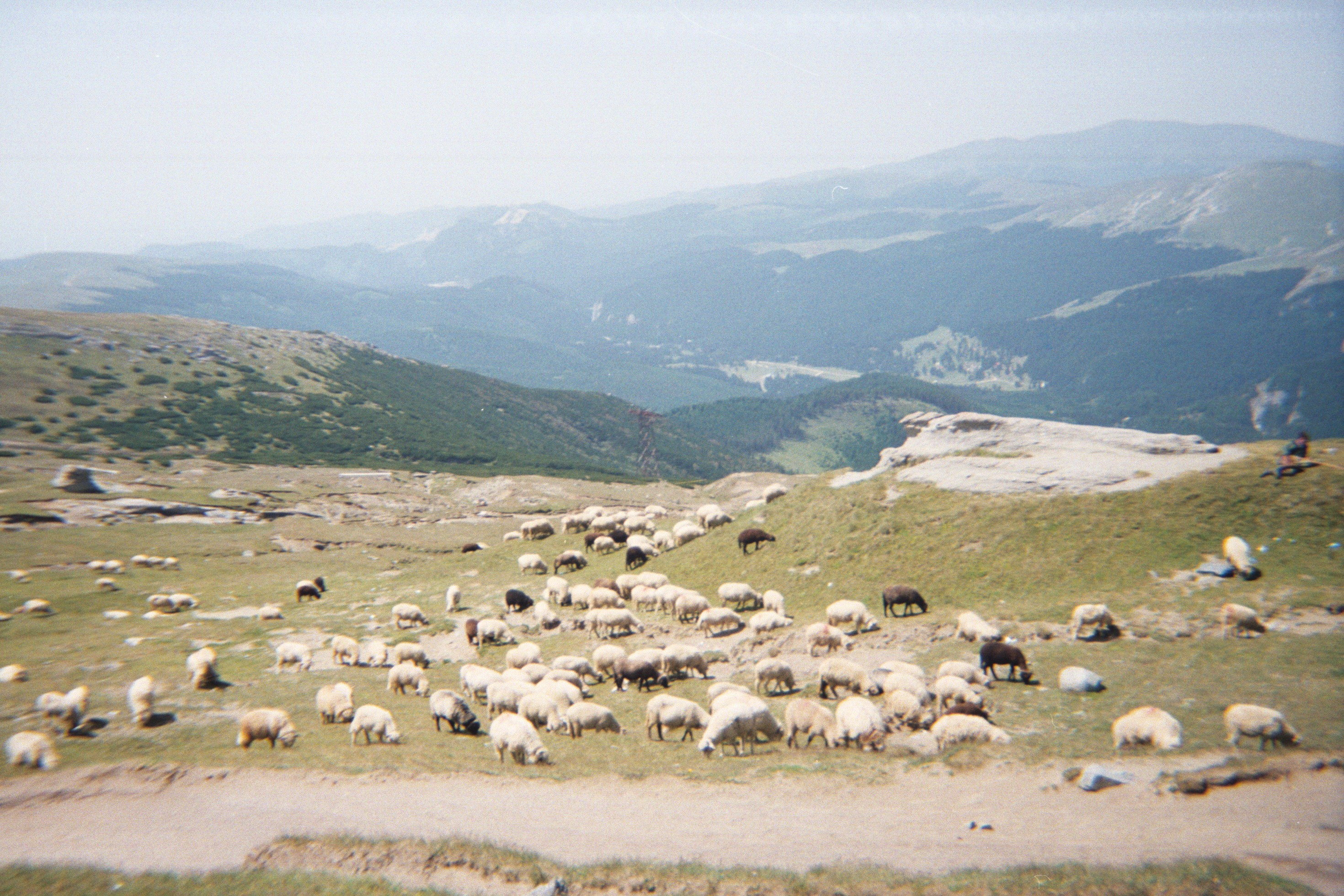
Transhumanță în Bucegi

2. Etajul alpin. Dintre arboretele remarcabile din acest etaj trebuie menționat arboretul de pe Brâul Furnicii, care cuprinde o serie de exemplare monumentale unice pe tot cuprinsul masivului; arboretul de larice cu cimbru de pe Brâna Mare a Jepilor, valea Jepilor Mari, la 1750 m altitudine, arboretele de larice de pe versanții nordici ai Jepilor Mici, precum și rarități de larice, de pe flancurile însorite ale văilor Seaca Jepilor și Seaca Caraimanului. Vegetația pajiștilor de o deosebită bogăție, prezintă un caracter mixt, cuprinzând atât elementele silvicole montane cât și specii pe care le găsim și în etajul alpin inferior. Dintre specii mai deosebite amintim: crinul de pădure, coada cocoșului, măcrișul, iarba moale, milițiana, omagul, nopticoasa, colțunul doamnei, tulichina, ștevia - endemism carpatic, ciuboțica cucului, gențiana - endemism carpato-balcanic, iarba ciutei, margareta, cruciulița.
3. Etajul alpin inferior. Tufărișurile de jnepeni, caracteristice pentru acest etaj, sunt foarte răspandite mai ales pe versanții nordici ai abrupturilor dinspre valea Prahovei și dinspre Bran. De asemenea, rezervația cuprinde și o bună parte din jnepenișurile de pe platoul munților Piatra Arsă, Jepii Mari și Jepii Mici. Jnepenișurile ascund uneori una dintre rarele specii de arbuști de la noi, și anume Lonicera coerulea. Aceasta a fost găsită pe versantul nordic al Jepilor Mici, pe Brâna Mare a Coștilei, lângă firul văii Albe, pe valea Gaura și muntele Grohotișu, toate aceste zone fiind cuprinse în cadrul rezervației. Dar cel mai de seamă reprezentant al florei lemnoase din acest etaj este zâmbrul (Pinus cembra), singura specie arborescentă care se ridică în zona alpină și care reprezintă un relict cu răspândire limitată la noi. În cadrul rezervației principale, Pinus cembra se află în două zone importante și anume: prima pe versantul nordic al Jepilor Mici, sub Brâna Mare a Jepilor, la 1750 m, în punctul Creasta cu Zimbri, și a doua în valea Gaura, printre tufărișurile de jnepeni, la 1800– 1900 m altitudine, și pe muntele Guțanu, între valea Gaura și hornul Țapului; în afara de acestea, se mai găsesc câteva exemplare pe creasta nordică a muntelui Bucșoiu, deasupra văii Mălăești, la circa 1700 m altitudine.
Dintre asociațiile de tufărișuri pitice se pot aminti: firuța, vițelarul, salcia pitică, cornutul, garofița, afinul, merișorul. Asociația se întâlnește mai ales pe versanții nordici sau vestici, unde zăpada se așterne tot timpul iernii, dar se topește relativ repede primavara, pe soluri de tip podzol alpin. La altitudini mai mici sau pe versanți mai luminați, mai întâlnim paiușul, rotunjioara. În etajul alpin propriu-zis se întâlnesc cele mai interesante asociații din tot cuprinsul Bucegilor. Aici sunt întrunite majoritatea elementelor specifice masivului, precum și cele mai multe endemisme și rarității floristice. Remarcabilă din acest punct de vedere este vegetația ce acoperă brânele, câmpurile înierbate ce înlănțuie abrupturile stâncoase. Crestele ierboase și brânele de pe versanții abrupti și însoriți sunt aproape în întregime acoperite de asociații de graminee, caracteristice pe soluri scheletice. Aceste specii sunt făcieșul, păiușul și feruța. Dintre speciile însoțitoare amintim: limba (plantă), ura (plantă), lâna caprelor, garofița - endemisme ale Carpaților Meridionali. Se mai întâlnesc: cinci degete, spârceta - endemism carpatic, unghia păsării, gențiana, ghintura, cimbrișorul - endemism carpatic, vârtejul pământului, campanula, ochiul boului.

### Fauna

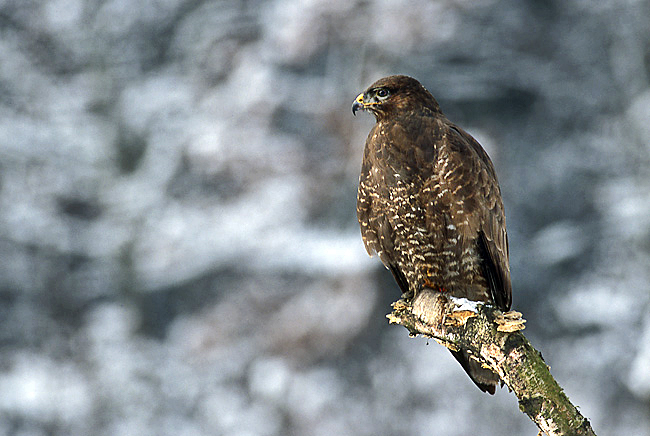
Șorecarul comun (Buteo buteo)

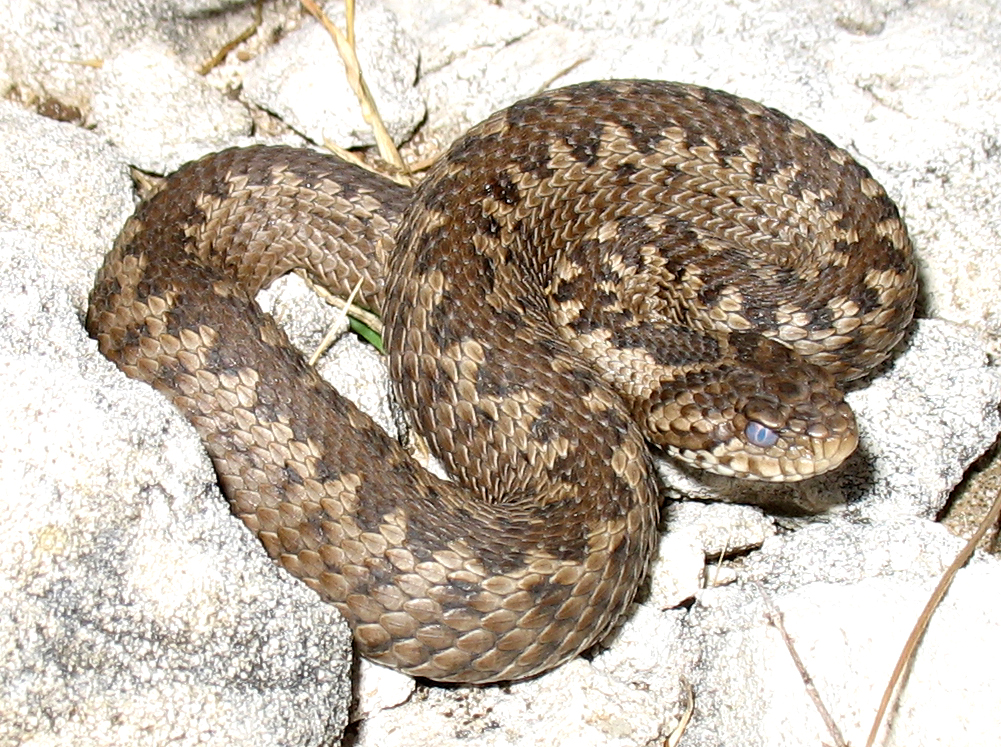
Vipera de poiană (Vipera ursinii macrops)

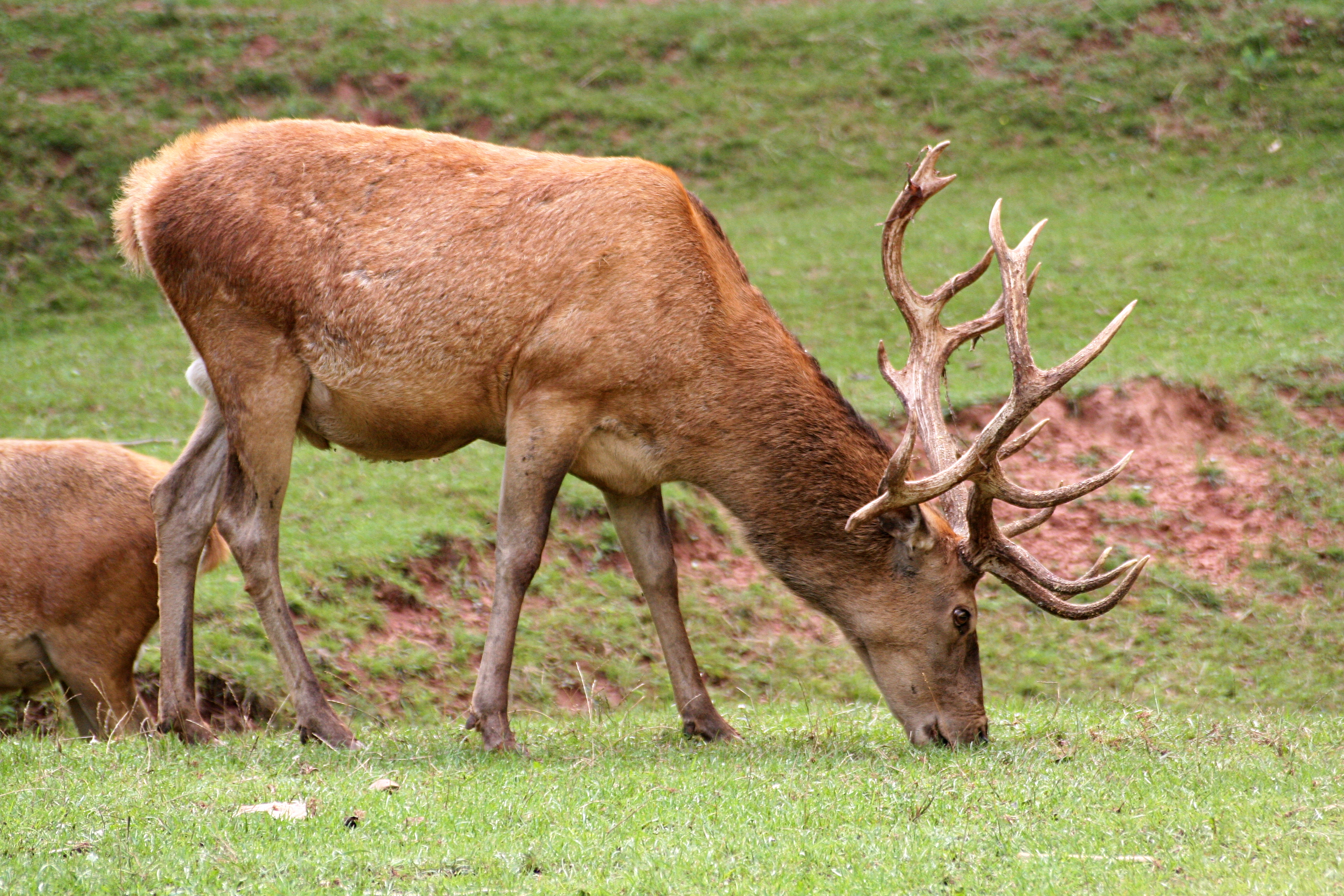
Cerb

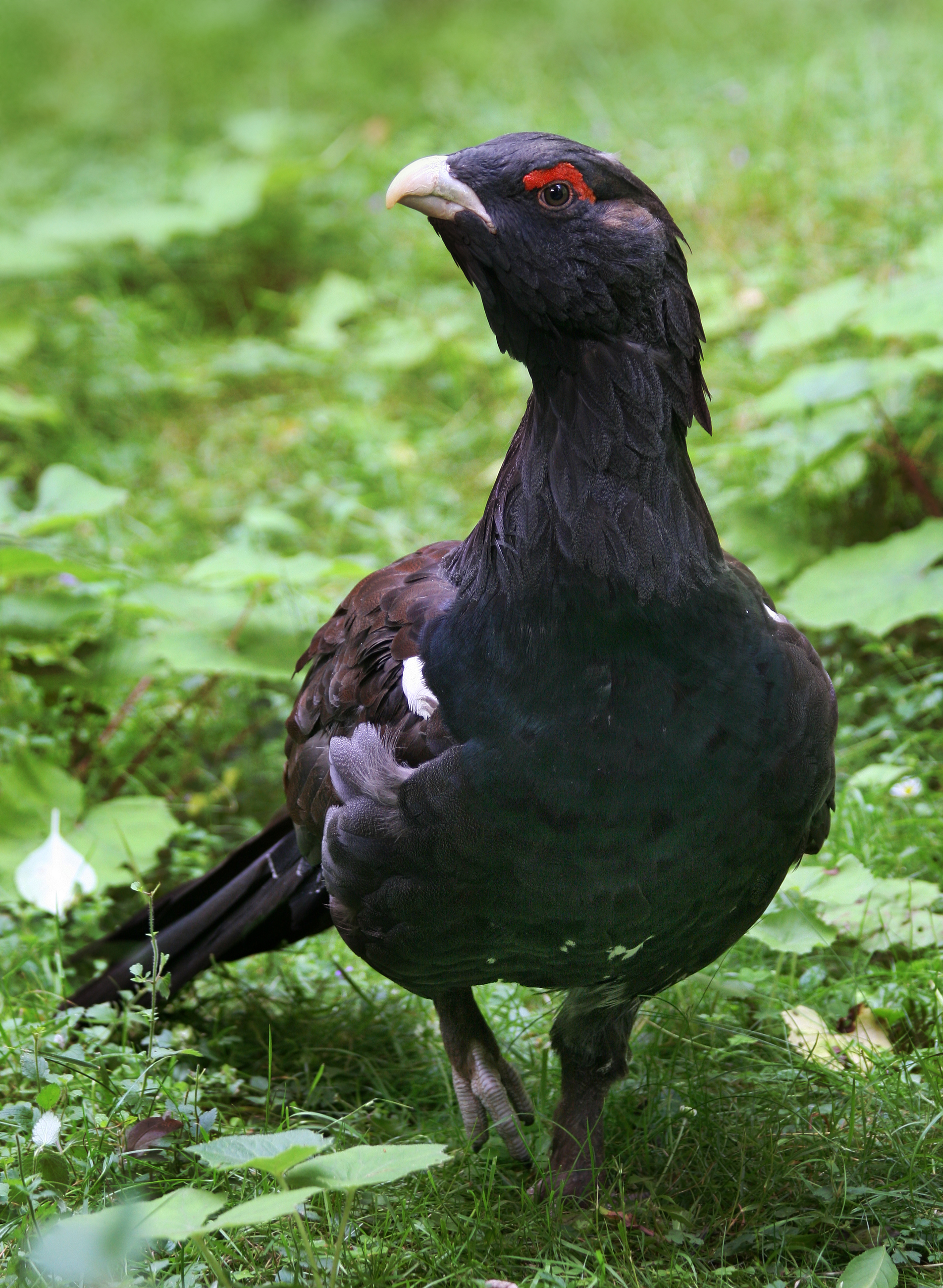
Cocoșul de munte

Fauna este reprezentată de mistreț, iepure, lup, vulpe, urs, cerb, râs, căprioară, veveriță. Dintre păsări apar aici cocoșul de munte, găinușa de alun, zăganul, iar în apele reci de munte se găsesc pești ca păstrăvul, cleanul și mreana. În zona alpină se întâlnesc acvila de munte și capra neagră. Al. Grotu, studiind fauna moluștelor și gasteropodelor, a identificat în Bucegi peste 100 de specii și varietăți, dintre care multe endemisme: Daudebardia transsylvanica, Vitrea transsylvanica, Helicigona banatica, Trichia transsylvanica, Alopia canescens, Alopia nixa.
Fauna mamiferelor este încă bine reprezentată în pădurile de la poalele masivului, deși activitățile economice și dezvoltarea orașelor sunt principalele cauze ale dispariției multor exemplare din: cerbul carpatin, căprioare, mistreți, râși, lupi, vulpi, veverițe, pârșul mare, pârșul cu coada stufoasă, pârșul de alun, șoarecele scurmător etc.
Fauna ornitologică, studiată în special de I. Cătuneanu, este reprezentată prin: cocoșul de munte (Tetrao urogallus), vulturul pleșuv sur (Gyps fulvus fulvus), vulturul pleșuv brun (Aegypius monachus), acvila încălțată (Aquila heliaca heliaca), șorecarul comun (Buteo buteo), corbul (Corvus corax), mierla de piatră (Monticola saxatilis), fluturele de piatră (Trichodroma muraria), mierla gulerată alpină (Turdus torquatus alpestris), mierla de pârau (Cindus cindus aquaticus), forfecuța gălbuie (Loxia curviostra), fasa de munte (Anthus spinoletta), lăstunul mare (Apus apus apus).
Fauna herpetologică a fost studiată de I. Fuhn și este reprezentată prin aproximativ 16 specii, între care se numără: șopârla de nisip (Lacerta afilis agilis), șopârla de zid (Lacerta muralis muralis), șopârla vivipară(Lacerta viviparia), viermele orb (Anguis fragilis), șarpele fin (Coronella austriaca austriaca), vipera comună europeană (Vivipera berus berus), vipera de poiană (Vipera ursinii macrops).
Fauna Bucegilor este una dintre cele mai cunoscute din țară, în primul rând datorită studiilor efectuate aici în cadrul Staționarului Zoologic Sinaia, întemeiat în anul 1922 și care funcționează pe lângă Facultatea de Biologie a Universității din București. Pentru o mai bună documentare și pentru a facilita accesul specialiștilor în mediul de viață al animalelor din Bucegi, din anul 1927 apare Cabana Naturaliștilor de pe Jepi, fondată de Societatea Naturaliștilor din Romania.
Dintre cei care și-au dedicat mare parte din timp pentru studierea faunei Bucegilor amintim pe: C. Bogoescu, Ecaterina Dobreanu, M. Ienistea, C. Ionescu, C. Manolache - care au studiat lumea insectelor, pe Radu Codreanu - grupe de viermi, N. Botnariuc, M. Băcescu, Traian Orghidan, Valentin Pușcariu - care au studiat crustaceele, C. Motas si J. Tanasachi - care au studiat hidrocarienii.
Vânatul intensiv, turismul necontrolat și pătrunderea în masiv a mijloacelor de transport creează probleme speciilor locale.

## Zone protejate

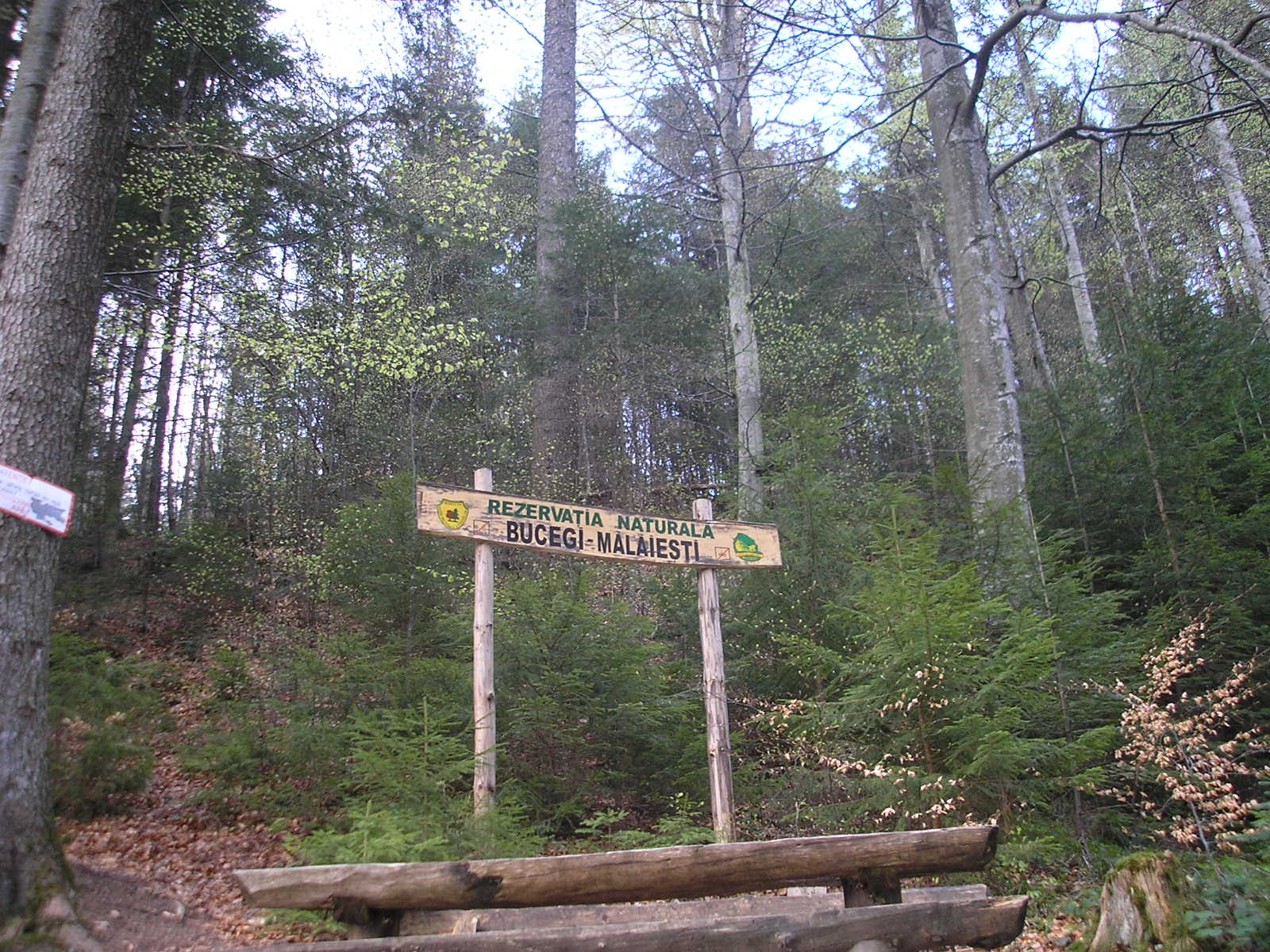
Rezervația Naturală Bucegi Mălăiești

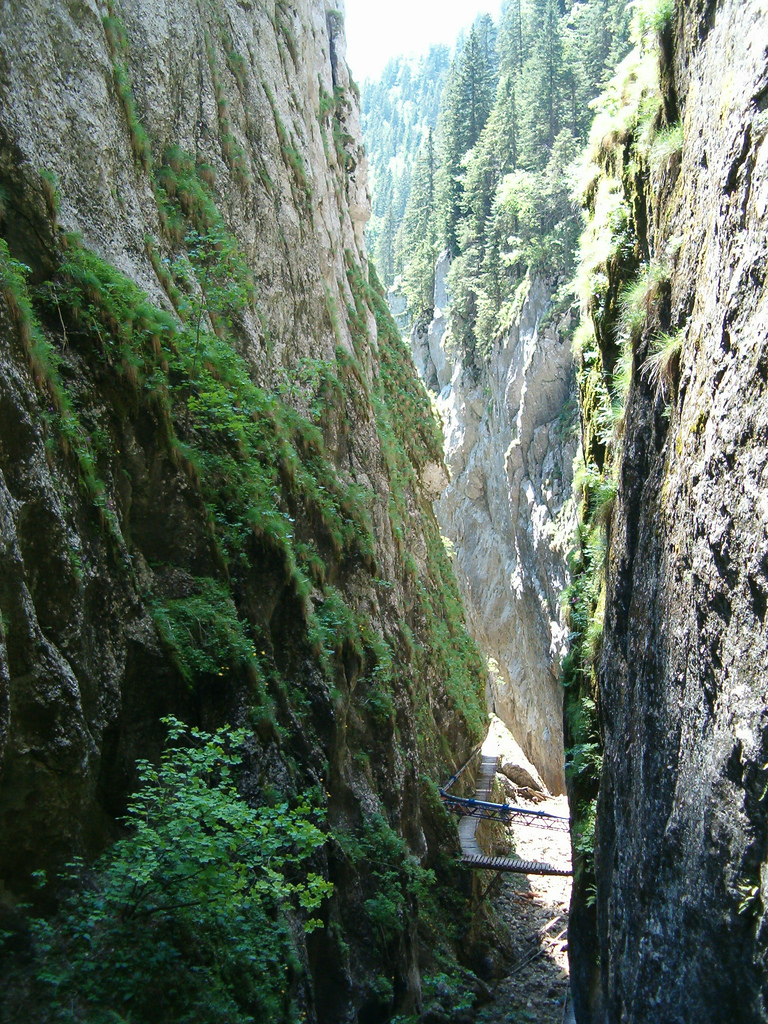
Cheile Orzei

În cadrul Munților Bucegi, pe teritoriile județelor Brașov și Prahova se găsesc câteva obiective puse sub ocrotire, care au statut de rezervație naturală: Bucegi (Abruptul Bucșoiu, Mălăești, Gaura) și Abruptul prahovean Bucegi unde, datorită faptului că afluența de turiști este mai redusă, s-au retras cele mai multe capre negre din acest masiv. Pentru asigurarea unor condiții optime de viață pentru caprele negre, numai în Valea Gaura spre exemplu, este pusă sub ocrotire o suprafață de 63 de hectare din zona golului alpin. În regim de ocrotire mai intră și zona superioară a pădurilor de molid, unde caprele se retrag în timpul iernii. În afară de capre negre, în aceste areale mai sunt protejate și alte animale: râsul, cocoșul de munte și multe specii floristice rare. 
Vezi și Parcul National Bucegi.
Rezervația de jepi de langă Piatra Arsă.

### Rezervații floristice
Cuprind obiective floristice și faunistice reprezentate în Abruptul Bucsoiului, Valea Mălăiești și Valea Gaura.
Specii ocrotite: Daphne blagayana (iedera albă), Angelica archangelica (angelica), Leontopodium alpinum (floarea-reginei, sau floarea de colț), Nigritella rubra (sângele voinicului), Dryas octopetala (argințica), Salix herbacea, Salix reticulata (salcia pitică), Papaver pyerenacium (macul galben), Botrychium lunaria (iarba dragostei), Silene acaulis (iarba roșioară). Ca arbuști se întalnesc Pinus montana (jnepenii), Juniperus nana (ienupărul), Rohodendron kotschyi (smârdarul, bujorul de munte).
Arinișul de la Sinaia - Cumpătul este o rezervație forestieră complexă reprezentată de o mică și interesantă pădure de foioase compusă din anin (Alnus incana), paltin (Acer pseudoplatanus) și carpen (Carpinus Betulus). În afară de arbori mai regăsim aici și arbuști cum ar fi păducelul (Crataegus intermedia) și alte plante ocrotite precum piciorul cocoșului (Ranunculus carpaticus), crinul de pădure (Lilium Martagon), sânziene (Galium vernum), floarea paștelui (Anemone nemorosa).

### Parcul Natural Bucegi
Suprafața parcului este de 32663 ha, din care 60% fond forestier și 30% pajiști alpine. Administrația parcului se află în comuna Moroeni, județul Dâmbovița.
Vezi și: Parcul Natural Bucegi.

### Rezervația Cheile Orzei
Rezervațiile naturale mixte Orzea - Zănoaga și Zănoaga - Lucăcilă cuprind sistemul carstic Zănoaga: Cheile Zănoagei Mari, Cheile Zănoagei Mici, Cheile Orzei (monumente ale naturii), păduri de molid (Pices abies); o vegetatie termofilă compusă din elemente floristice rare sud-europene, sud-mediteraneene sau balcanice: secara de munte (Secale montanum), iris (Iris dacica), scorușul (Sorbus cretica), spinul (Carduus candicanus), umbelifera (Athamantha
hungarica), timoftica (Phleum montanum), caprifoiul (Lonicera caerulea), cosaci (Astragalus depressus), etc.

## Cabane de altitudine și refugii

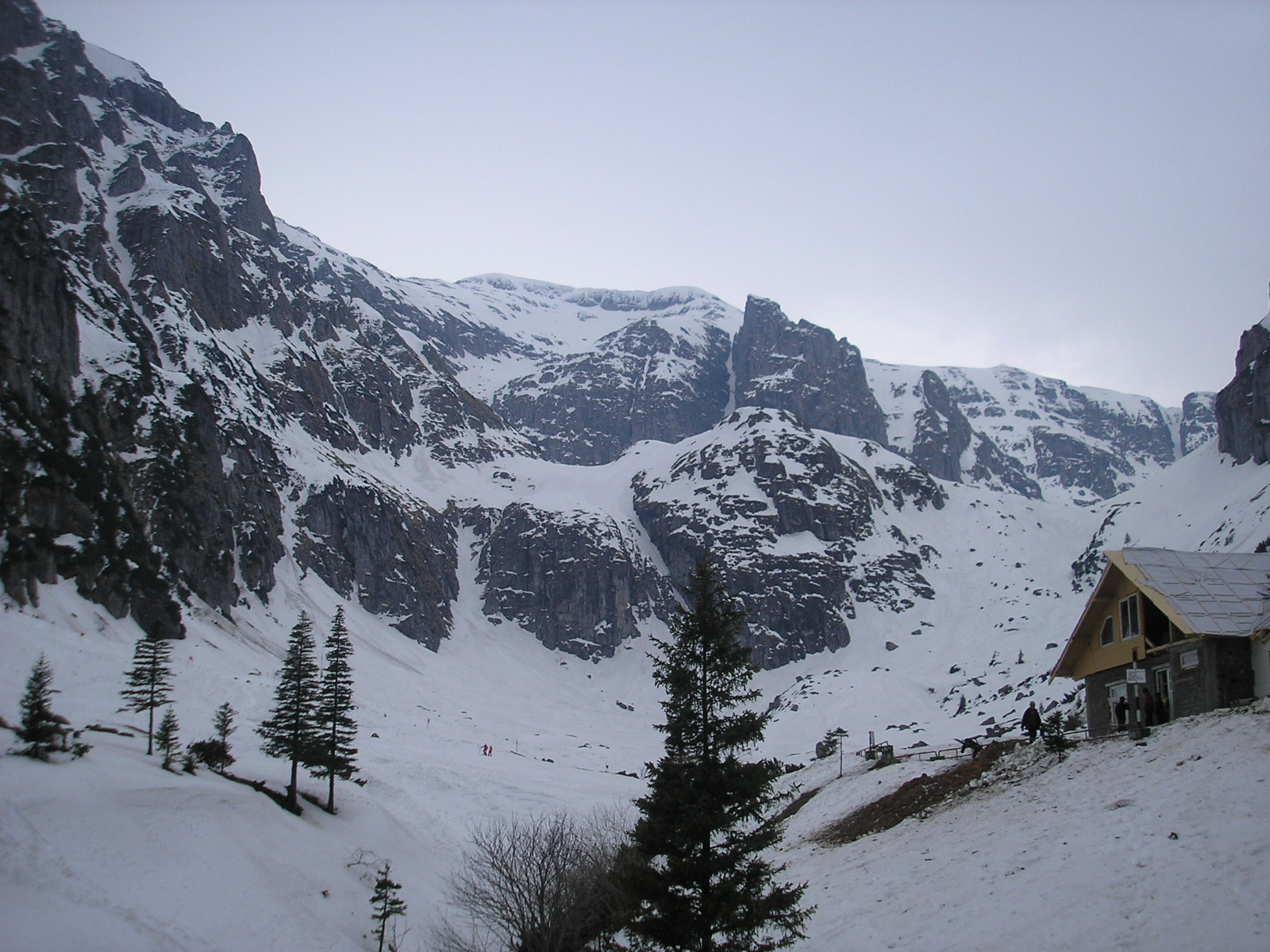
Panorama Munții Bucegi - Cabana Mălăiești

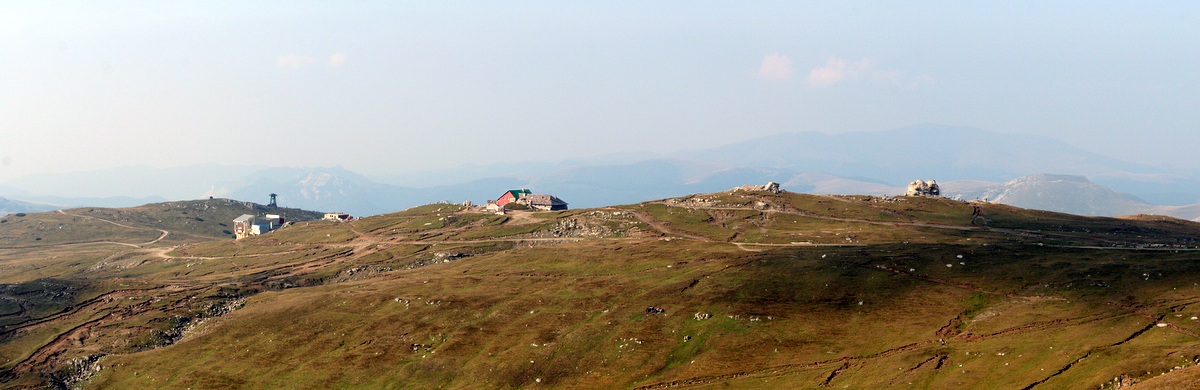
Platoul Bucegilor cu Telecabina, cabana Babele, Sfinxul și Baba Mare, de la stânga la dreapta

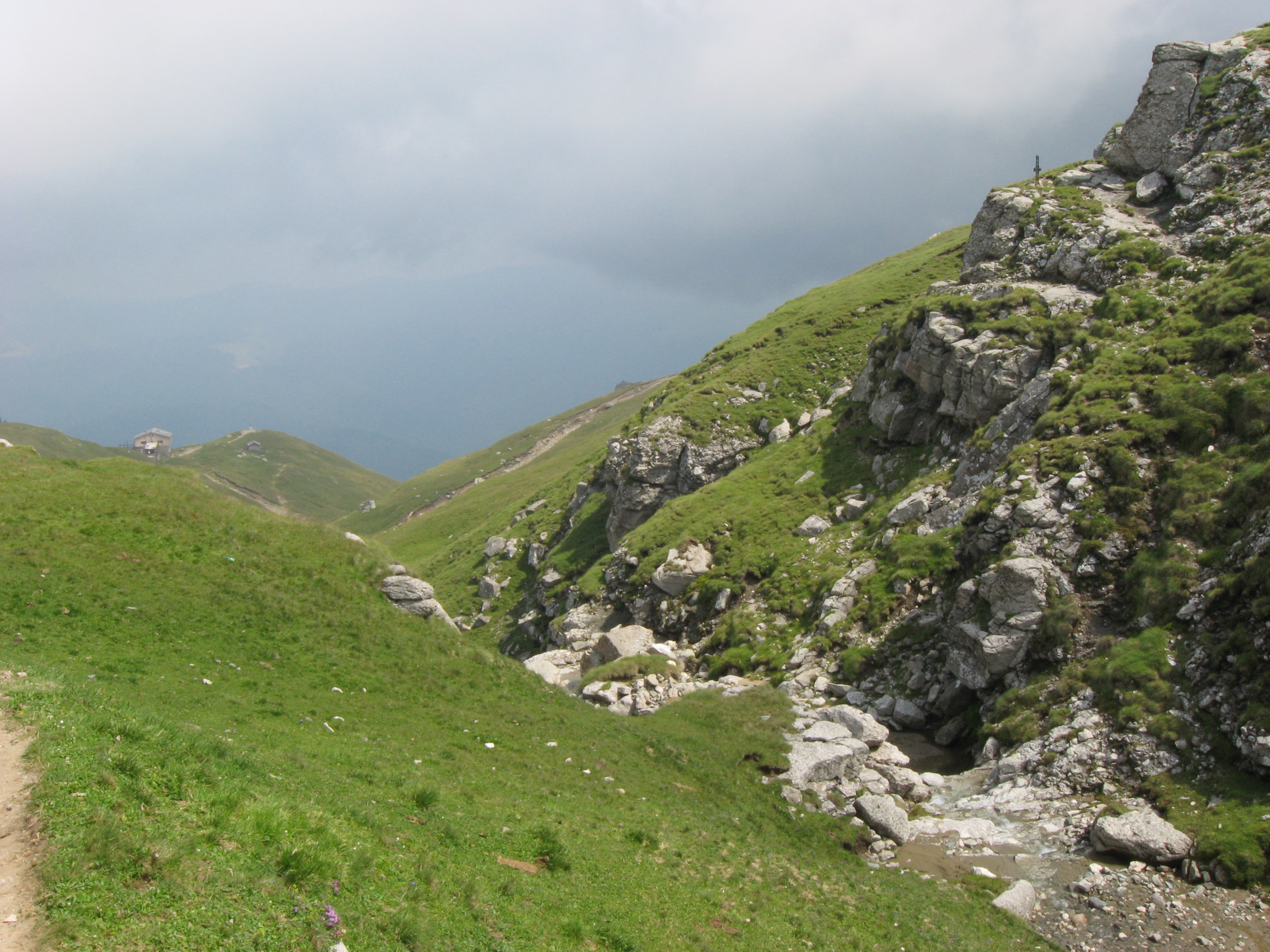
Cabana Caraiman

### Cabane
- Cabana Omu - 2505m; este cabana situată la cea mai mare altitudine în Munții Carpați, fiind și cel mai înalt punct locuit permanent din România.
- Cabana Babele
- Cabana Caraiman - 45°24′30″N 25°29′11″E / 45.40837°N 25.48642°E Altitudine: 2041m
- Cabana Diham 1320 m, reconstruită după incendiu
- Cabana Mălăiești, include echipă Salvamont, arsă, apoi reconstruită - funcționeaza la capacitate redusă
- Casa Schiel (Canton Jepi/Casa Naturaliștilor) 1925m
- Cabana Bolboci
- Cota 1500
- Cabana Furnica
- Cabana Gura Diham
- Cabana Padina
- Hotelul Peștera
- Cabana Piatra Arsă
- Cabana Poiana Izvoarelor - arsă in iarna 2005 - 2006. Reconstruită.
- Cabana Scropoasa
- Cabana Vârful cu Dor
- Cabana Brădet, aflată pe drumul Sinaia - Cota 1400.
- Cabana Cota 1000, aflată pe șoseaua Sinaia - Târgoviște.
- Hotel Alpin, cota 1.400
- Cabana Miorița
- Cabana Valea cu Brazi
- Cabana Popas Alpin
- Cabana Valea Dorului
- Cabana Cuibul Dorului
- Complexul Turistic Zănoaga (1.400 m)[11]

### Refugii
- Refugiul Salvamont Dâmbovița
- Refugiul Salvamont din Valea Spumoasă
- Refugiul Salvamont Cota 2000
- Refugiul Salvamont Mălăiești
- Refugiul Coștila
- Refugiul Șaua Strunga
- Refugiul Șaua Bătrâna [12]
- Refugiul Salvamont Baba Mare Bușteni[13]

## Trasee marcate

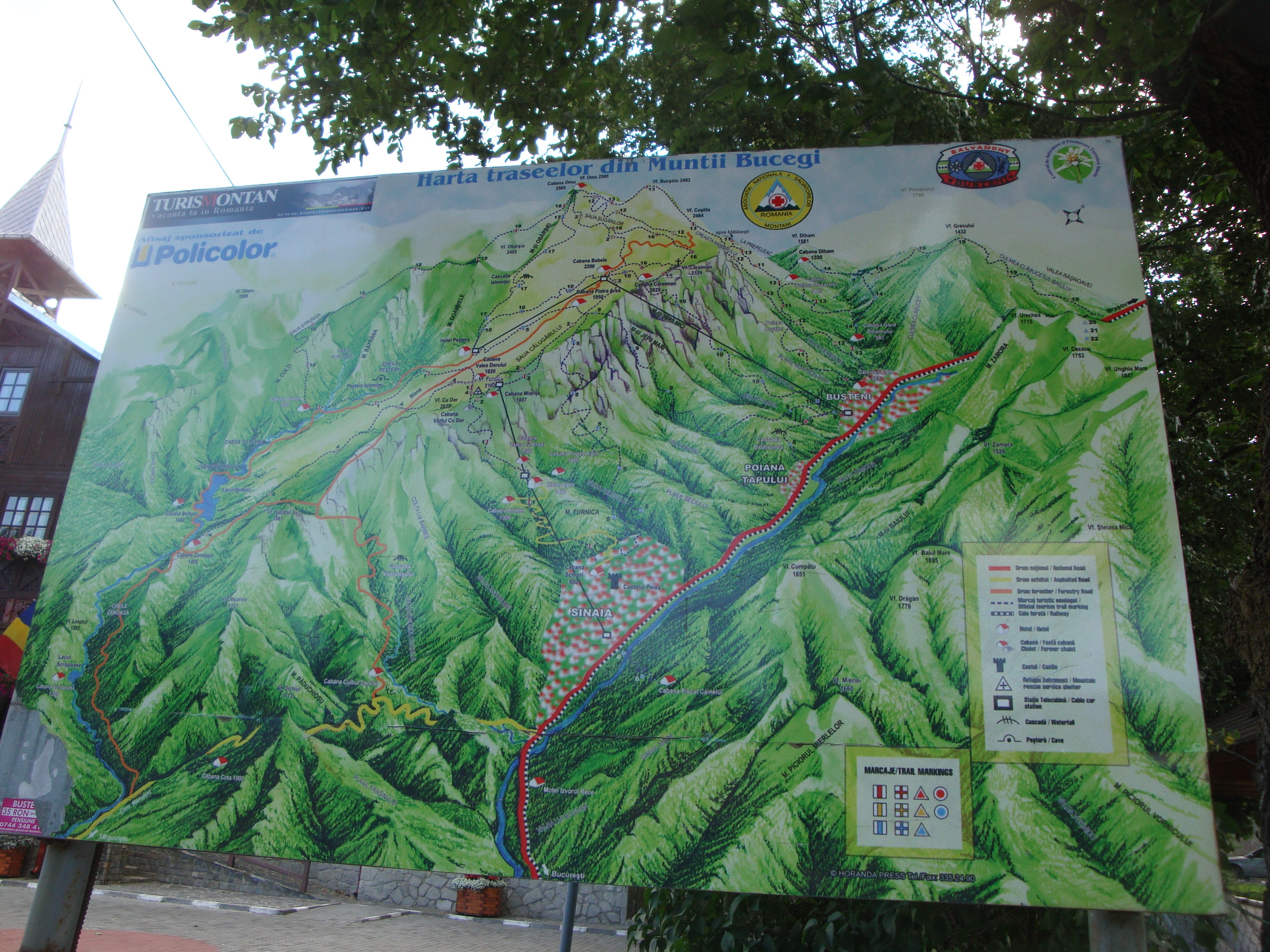
Trasee marcate din Munții Bucegi

- Cruce albastră: Pietroșița - plaiul Lespezi - cabana Scropoasa - cabana Zănoaga - cabana Padina - hotel Peștera - cabana Babele;
- Cruce rosie: hotel Peștera - cabana Padina - șaua Strunga - sub Strungile Mari - spre Moeciu, prin Vf. Pravalele și Vf. Bingaleasa;
- Banda albastră: Cabana Omu - valea Ialomiței - hotel Peștera - șaua Cocora-Lăptici - cabana Piatra Arsă;
- Banda roșie: hotel Peștera - vâlcelul Lăptici - șaua Lăptici - valea Izvorul Dorului -cabana Vărful cu Dor;
- Banda roșie: Cabana Omu - Vârful Guțanu - Vârful Bătrâna - șaua Strunga sub Strungile Mici - șaua Bucșa;
- Punct roșu: hotel Peștera - cabana Padina- șaua Strunga - spre Moieciu de Sus prin Muntele Grohotișu, Poiana Gutanu, Muntele Plesa;
- Triunghi rosu: hotel Peștera - valea Doamnelor - șaua Bătrâna - spre Moeciu de Sus, prin Poiana Gutanu, Muntele Plesa ;
- Bandă galbenă : Cabana Babele - Cabana Omu - 2 ore[14]

## Sport și stațiuni

### Activități sportive
- Schi
- Escaladă sportivă
- Orientare turistică
- Alpinism
- Alergare montană

### Bran
Pârtia Bran - Zănoaga a fost inaugurată în anul 2005, și este situată la mai puțin de 4 km de Castelul Bran. Aceasta prezintă o dificultate medie, potrivită atât schiorilor începători, cât și celor avansați. Pârtia are o lungime de 1000 de metri, și este dotată cu teleschi. Diferența de altitudine este de 170 de metri. Pasionații sporturilor de iarnǎ se pot bucura de disponibilitatea pârtiei datoritǎ tunurilor de zǎpadă artificială, ce o fac practicabilă și în iernile cu mai puțină zăpadă. De asemenea, pârtia este dotată cu instalație de nocturnă, pentru cei care doresc sǎ schieze în timpul nopții. La baza pârtiei, se aflǎ mai multe centre de închirieri cât și un centru de prim ajutor.

### Bușteni
Stațiune balneoclimaterică și de odihnă, se află la o altitudine de 880 metri, la poalele Caraimanului. Stațiunea este denumită și Poarta Bucegilor, datorită poziției sale, de aici deschizându-se numeroase căi de acces în munte, cele mai deosebite atracții fiind Piatra Arsă, Jepii Mari, Jepii Mici, Crucea de pe Caraiman și Coștila - renumită în mediul alpiniștilor. Stațiunea Bușteni face legătura cu platoul Bucegilor prin cel mai lung traseu de telecabină din țară și dispune de numeroase pârtii de schii cu diferite grade de dificultate, atât pentru începatori cât și pentru cei mai experimentați. Stațiunea Bușteni este străjuită de muntele Sorica, muntele Zamora, muntele Cumpătu, care sunt caracterizați printr-o panta lină, împăduriți până la jumătate și acoperiți cu pășuni, fiind și locul unde râul Prahova se întâlnește cu pâraiele Valea Cerbului și Valea Albă. Pârtia Kalinderu - este astăzi una dintre cele mai moderne din țară. Lungimea pârtiei, destinată agrementului, concursurilor și competițiilor sportive, este de 1.500 de metri, cu o pantă medie de 37% și o lățime de 40 de metri.

### Sinaia
Sinaia, "perla Carpaților", așa cum a fost adesea numită, se află pe Valea Prahovei, la poalele Bucegilor. Sinaia are statut de stațiune turistică și balneo-climaterică. Altitudinea orașului variază între 767 m și 1.055 m.
Stațiunea este renumită pentru atracțiile sale turistice. printre care: Castelul Peleș, Mănăstirea Sinaia, Cazinoul etc.
În Sinaia există numeroase facilități pentru turiști și pentru amatorii sporturilor de iarnă: hoteluri, pensiuni, transport pe cablu (telecabină și telegondolă) și pârtii de schi amenajate.

## Listă vârfuri

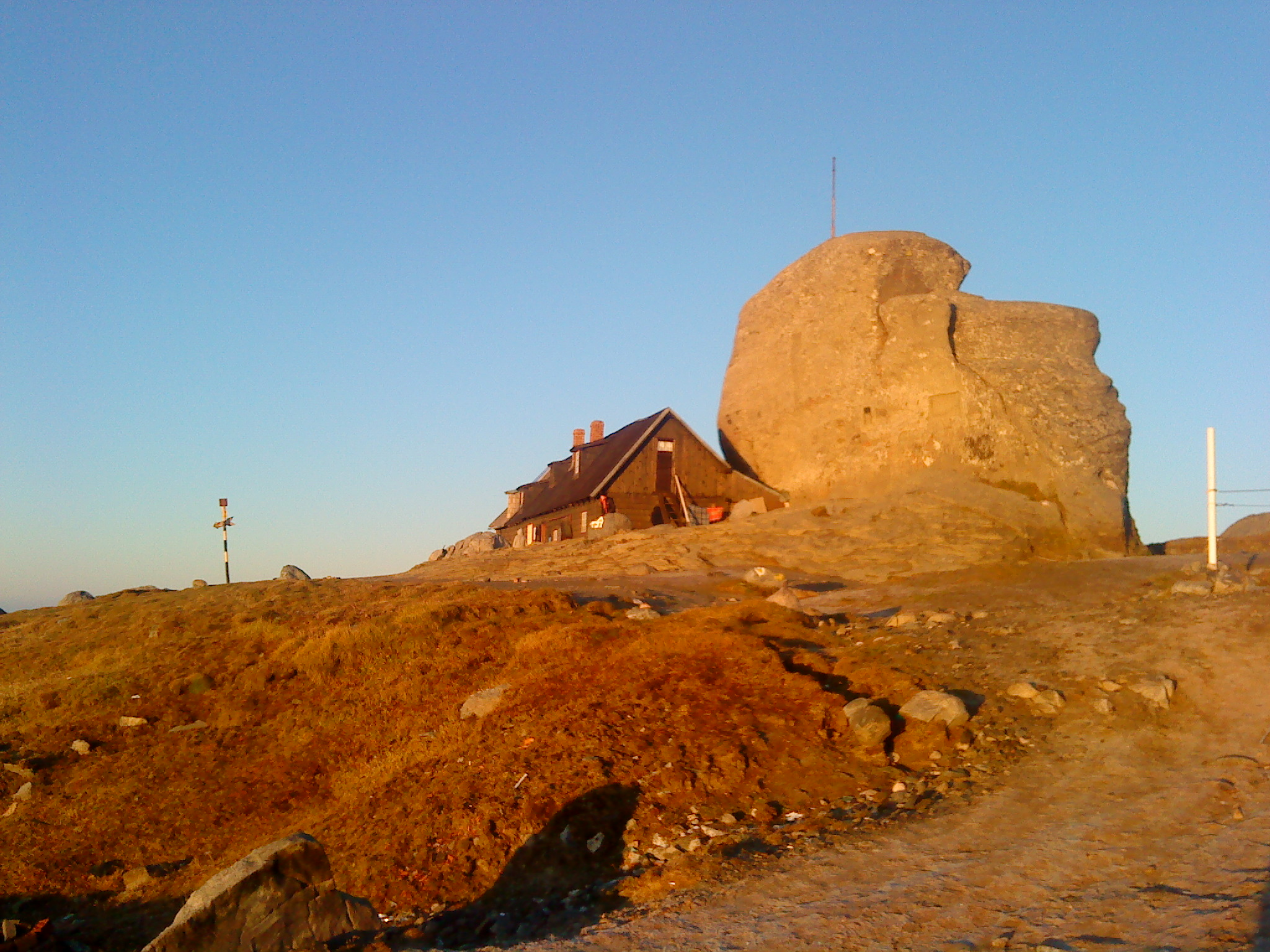
Vârful Omu

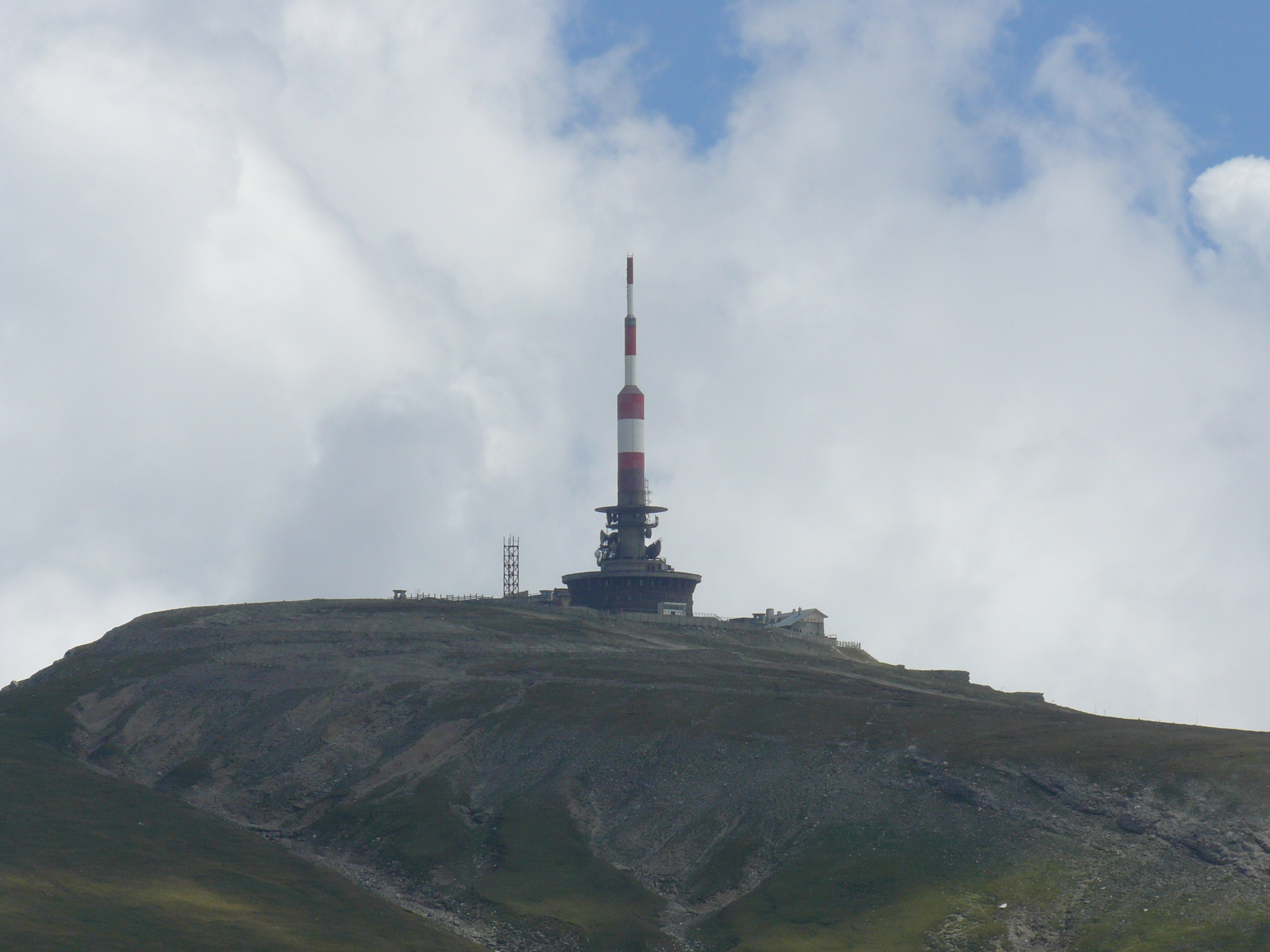
Vârful Coștila (2490 m)

- Vârful Omu (2514 m)
- Vârful Bucura (2503 m)
- Vârful Bucșoiu (2492 m)
- Vârful Coștila (2490 m)
- Vârful Obârșia (2480 m)
- Vârful Caraiman(2384 m)
- Vârful Babele (2294 m)
- Vârful Jepii Mici (2143 m)
- Vârful Jepii Mari (2071 m)
- Vârful Piatra Arsă (2044 m)
- Vârful Furnica (2103 m)
- Vârful cu Dor (2030 m)
- Vârful Cocora (2191 m)
- Vârful Lăptici (1872 m
- Vârful Blana(1875 m)
- Vârful Oboarele (1707 m)
- Vârful Dichiu (1713 m)
- Vârful Grohotișu (2108 m)
- Vârful Strungile Mari (2089 m)
- Vârful Șaua Strunga (1909 m)
- Vârful Tătarii (1998 m)
- Vârful Deleanu (1901 m)
- Vârful Lucăcilă (1895 m)
- Vârful Zănoaga (1788 m)

## Localități de acces și transport
Există servicii de telecabină din Bușteni până la Babele, și din Sinaia până la Cota 1400 și apoi de la Cota 1400 până la Cota 2000. În Parcul Natural Bucegi există două drumuri de acces auto care parcurg aproape întreaga suprafață, înlesnind accesul turiștilor: unul din partea de sud, ce începe din localitatea Moroeni și urcă până la barajul Bolboci și mai departe până la hotelul Peștera, unde se intersectează cu drumul ce urcă pe Platoul Bucegilor; altul din partea de est, ce pleacă din Sinaia, urcă pe la Cuibul Dorului și mai departe în Șaua Dichiului și de aici fie în zona de platou, fie pe Valea Ialomiței. În rest, accesul se face pe poteci și drumuri forestiere. 

### Localități de acces
Accesul în localitățile de unde se poate pleca în Masivul Bucegi este lesnicios, mai ales în stațiunile de pe Valea Prahovei, atât pe DN1, cât și pe calea ferată magistrală ce leagă București de Brașov. De asemenea, se poate ajunge și prin partea de sud, pe DN71 (Târgoviște-Sinaia) până în localitatea Moroeni, sau cu trenul pe calea ferată București-Târgoviște-Pietroșița.
- Predeal
- Azuga
- Poiana Țapului
- Bușteni
- Sinaia
- Moroeni
- Pietroșița
- Bran
- Rucăr
- Zărnești

### Transport

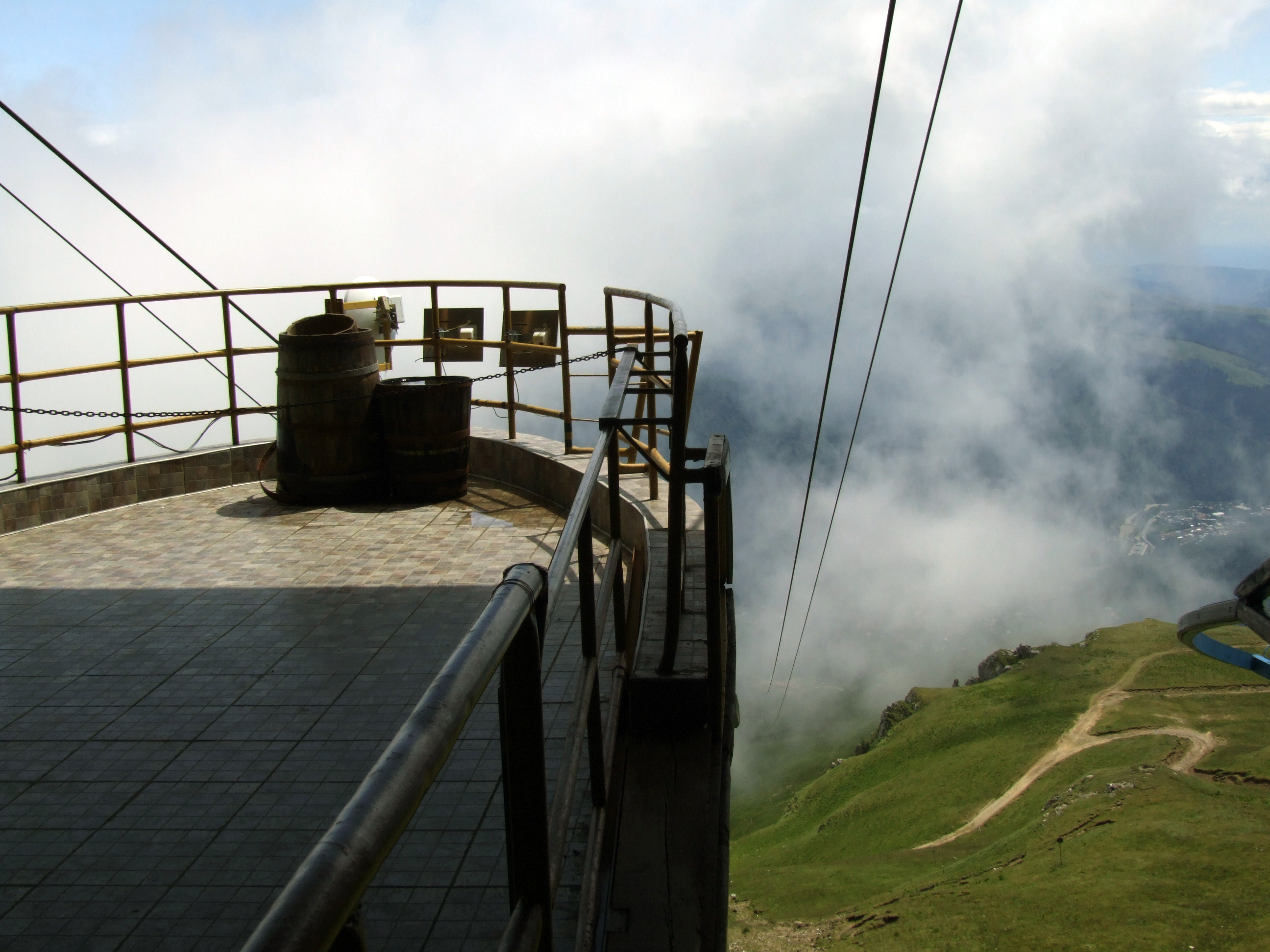
Telecabina de la Cota 2000

| Mijloace de transport pe cablu | Mijloace de transport pe cablu | Mijloace de transport pe cablu | Mijloace de transport pe cablu | Mijloace de transport pe cablu |
| Tip                            | Ruta                           | Lungime                        | Diferenta de nivel             | Capacitate                     |
| ------------------------------ | ------------------------------ | ------------------------------ | ------------------------------ | ------------------------------ |
| Telecabină                     | Sinaia – Cota 1.400            | 2.300 m                        | 591 m                          | 300 pers/oră                   |
| Telecabină                     | Cota 1.400 – Cota 2.000        | 1.850 m                        | 610 m                          | 280 pers/oră                   |
| Telecabină                     | Bușteni – Babele               | 4.125 m                        | 1.230 m                        | 180 pers/oră                   |
| Telecabină                     | Babele – Hotel Peștera         | 2.545 m                        | 560 m                          | 120 pers/oră                   |
| Telescaun                      | Cota 1.400 –Furnica            | 1.860 m                        | 560 m                          | 200 pers/oră                   |
| Telescaun                      | Valea Dorului                  | 846 m                          | 231 m                          | 280 pers/oră                   |
| Telescaun                      | Valea Kalinderului             |                                |                                |                                |
| Teleschi                       | Furnica                        | 424 m                          | 136 m                          | 180 pers/oră                   |
| Teleschi                       | Cota 1.400                     | 296 m                          | 102 m                          | 200 pers/oră                   |
| Teleschi (nefuncțional)        | Vârful cu Dor                  | 378 m                          | 132 m                          | 160 pers/oră                   |